# بلغراد
بلغراد أو بلغردون كما سماها الإدريسي (بالصربية: Beograd أو Београд باوگرد؛ تلفظ صربي-كرواتي: [bɛˈɔɡrad])، هي عاصمة صربيا وأكبر مدنها على الإطلاق. تقع المدينة عند نقطة التقاء نهريّ الساڤا والدانوب، حيث يلتقي السهل الپانونّي لأوروبا الوسطى بشبه جزيرة البلقان. يصل عدد سكان المدينة نفسها إلى 1.2 مليون نسمة، بينما يصل عدد سكان المناطق المحيطة التابعة إداريًا لبلغراد، إلى 1.7 ملايين نسمة، الأمر الذي يجعل من هذه المدينة إحدى أكبر المدن في جنوب شرق أوروبا.
كانت بلغراد ومحيطها الموقع الذي نشأت فيه أكبر حضارة قبتاريخيّة أوروبية، ألا وهي حضارة «الڤينكا»، التي ظهرت حوالي الألفية السادسة قبل الميلاد، وفي العصور القديمة سكنت المنطقة قبيلة تراقيّة داتشيينة أطلقت على نفسها اسم قبيلة سينگي، وقد استمر هؤلاء الناس يقطنون المنطقة حتى عام 279 قبل الميلاد، عندما استوطنت المدينة قبيلة كلتيّة وسمّتها سينگيدون، بمعنى «حصن السينگي»، تيمنًا بالقوم الذين سبقوهم إلى المنطقة.
صُنّفت بلغراد مدينةً كاملةً الحقوق خلال العهد الروماني، وبحلول عام 520م كان الصقالبة، أو السلاڤيون، قد استوطنوها بشكل دائم. عرفت بلغراد 115 حربًا خاضتها أمم مختلفة لتسيطر على المدينة بفعل موقعها الإستراتيجي، وقد تمّت تسويتها بالأرض 44 مرة على يد بعض تلك الجيوش. خضعت بلغراد خلال العصور الوسطى لسيطرة الروم البيزنطيين، والفرنجة، والبلغار، والمجر، والصرب، وفي سنة 1521م فتحها العثمانيون وتحوّلت إلى عاصمة لبشلق سمندرية (بالصربية: Smederevski sandžak)، واستحالت أهم المدن في أوروبا العثمانية، وإحدى أكبر المدن الأوروبية.
سقطت المدينة بيد النمساويين بعد سنوات من الحكم العثماني، ودُمّرت أنحاء كثيرة منها، ولم تستعد مكانتها المرموقة السابقة ومركزها كعاصمة لصربيا حتى عام 1841م، أي بعد اندلاع الثورة الصربية، على أن شمال المدينة بقي في حوزة النمسا إلى أن تفككت الإمبراطورية النمساوية المجرية عام 1918م، بعد ذلك استحالت المدينة عاصمة ليوغوسلاڤيا من سنة 1918 حتى سنة 2003.
تتمتع بلغراد بحكم ذاتي وحكومة خاصة بها، ويُعد وضعها الإداري وضعًا مميزًا وفقًا لما ورد في التنظيم المناطقي لصربيا. تُقسم المناطق الحضرية التابعة للمدينة إلى 17 بلديّة، لكل منها مجلسها الخاص، وهي تُغطي 3.6% من مساحة صربيا، ويقطنها ما نسبته 15% من سكّان البلاد، التي تُعد مركزها الاقتصادي والمالي الرئيسي. تتمتع المدينة باقتصاد منتعش نسبيًا، حيث تُعتبر أكثر المناطق الصربية ازدهارًا من الناحية الاقتصادية.

## التسمية
حصدت بلغراد العديد من الأسماء عبر التاريخ، معظمها يُترجم حرفيًا إلى «المدينة البيضاء»، بما فيها الاسم الصربي الحالي "باوگرد"، فهو عبارة عن مزج بين كلمتيّ باو (أبيض، نور) وگرد (بلدة، مدينة)، وفي هذا الاسم شبه كبير بأسماء مدن عديدة أخرى في الوطن السلاڤي، منها: بيلغورود (الروسية: Бе́лгород) في روسيا، وبيوغراد في كرواتيا.
من الأسماء الأخرى التي عُرفت بها بلغراد عبر التاريخ: سينگيدون، وهو الاسم الذي أطلقته عليها قبيلة «سكورديسكي» الكلتية، وهو يُقسم إلى قسمين، دون (و) بمعنى نزل أو حظيرة أو حصن، وسينگي الذي اختلف اللغويين في تحديد معناه، فبعضهم قال إنه يعني دائرة بالكلتيّة، وبالتالي فإن اسم المدينة يُصبح «الحصن الدائري»، بينما قال البعض الآخر أن هذا اسم بلقاني بائد، يجد مصدره في قبيلة «سينگي» التراقيّة التي استوطنت المنطقة قبل وصول السكورديسكيون. وهناك نظرية أخرى مفادها أن هذا الاسم الكلتي معناه المدينة البيضاء أيضًا، مثله في ذلك مثل الأسماء المعاصرة.
بعد أن سيطرت الإمبراطورية الرومانية على كامل أوروبا الجنوبية، قام الرومان بتغيير اسم المدينة إلى «اليونان البيضاء» (باللاتينية: Alba Graeca)، ولم يظهر اسم باوگرد الحالي إلا سنة 878م، وذلك في رسالة أرسلها البابا يوحنا الثامن إلى بوريس ملك بلغاريا، تحدث فيها عن «المدينة» أو «الحصن الأبيض». قام البلغار بإطلاق اسم «بلغاريا البيضاء» (باللاتينية: Alba Bulgarica) على المدينة طيلة عهد حكمهم للمنطقة، وفي القرون الوسطى، حملت المدينة أسماء أخرى كانت كلها مترادفة تقريبًا، فأطلق عليها الألمان اسم «المدينة الإغريقية البيضاء» (بالألمانية: Griechisch-Weißenburg)، والإيطاليون «القلعة البيضاء» (بالإيطالية: Castelbianco)، والمجريون سمّوها «القلعة البيضاء المجرية» (بالمجرية: Nándorfehérvár ،Lándorfejérvár، أو Nandoralba). وحدهم الروم البيزنطيون أطلقوا على المدينة اسمًا مختلفًا أثناء العصور الوسطى، حيث سمّوها ڤيليگراديون أو ڤيليگرادا، ولمّا فتحها العثمانيون أطلقوا عليها اسمًا عربيًا هو «دار الجهاد» كونهم اتخذوها نقطة الانطلاق والجهاد في أوروبا.
كان الألمان يُخططون لتسمية المدينة «بمدينة الأمير يوجين» (بالألمانية: Prinz-Eugenstadt) بحال فوزهم بالحرب العالمية الثانية وتثبيت أقدامهم في المناطق التي غزوها، وذلك تيمنًا بالأمير النمساوي «يوجين الساڤويوي» الذي انتزعها من يد العثمانيين عام 1717م.

## التاريخ

### المدينة القديمة

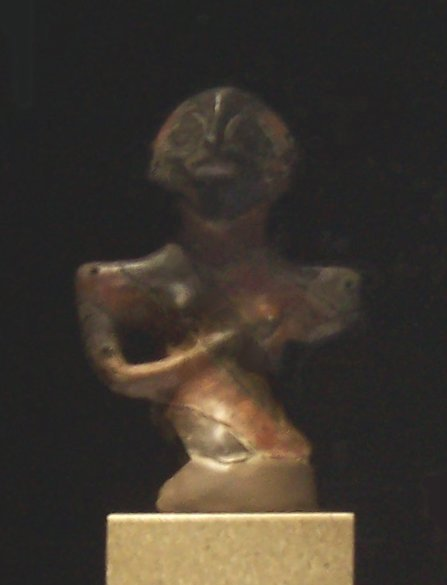
منحوتة "سيدة ڤينكا"، إحدى الآثار التي تركتها حضارة الڤينكا في الموقع حيث تقوم بلغراد حاليًا. يُقدّر الخبراء أن المنحوتة صُنعت سنة 5500 ق.م.

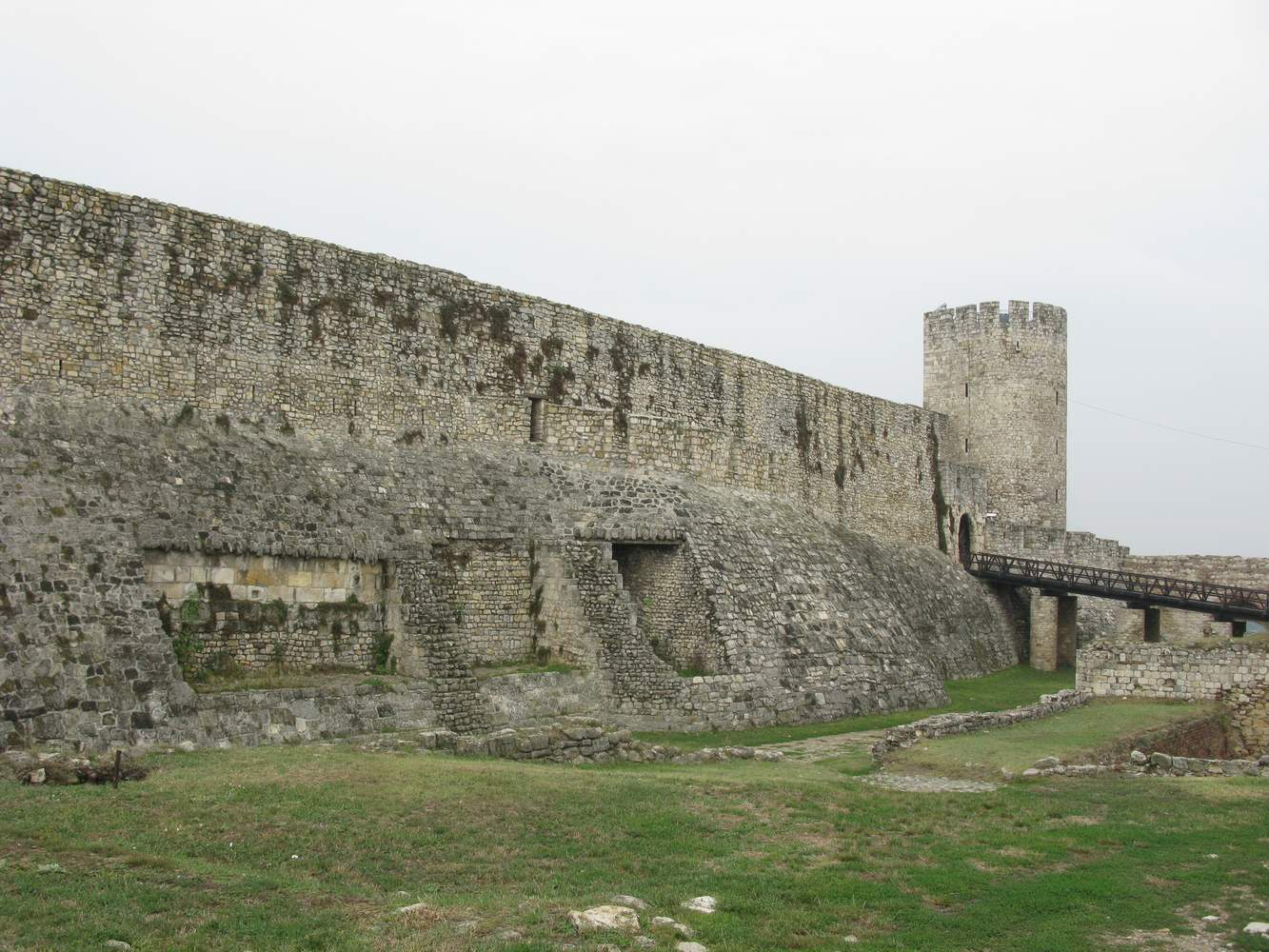
بقايا أسوار مدينة الرومانية الكلتيّة.

أظهرت الآثار أن أقدم حضارتين قامتا في المنطقة التي تقع فيها بلغراد، وهما حضارتا «الڤينكا» و«ستارخيڤو»، تعودان للعصر الحجري الحديث، أي منذ ما يُقارب 7,000 سنة، وقد سيطرتا على كامل البلقان بالإضافة لأجزاء من أوروبا الوسطى وآسيا الصغرى، ويعتقد بعض العلماء أن الرموز الڤينكيّة التي عُثر عليها في تلك المنطقة تُمثل إحدى أقدم الأبجديات المعروفة في العالم. بالإضافة إلى هؤلاء القوم الحضر، كانت قبائل بلقانية قديمة من الداتشيين والتراقيين تعيش حياة الارتحال والتنقل في المنطقة، التي ما لبثت أن استقرت فيها قبيلة «سكورديسكي» الكلتية، وسمّت المدينة "سينگيدون". استمرت المدينة كلتيّة محض حتى وصل الرومان إلى مشارفها حوالي سنة 34 ق.م ودخلوها فاتحين، فاختلط السكان الكلت بالرومان اللاتينيين، وصبغ هؤلاء المدينة بالصبغة الرومانية من حيث طابع البناء والعادات، وحتى الاسم، حيث جعلوه "سينگيدونوم" بحلول القرن الأول الميلادي. وفي أواسط القرن الثاني الميلادي، حازت بلغراد رتبة «بلدة» (باللاتينية: Municipium) من السلطات الرومانية، وهذه الرتبة كانت ثاني أهم مرتبات المدن في الإمبراطورية الرومانية، ولا يفوقها في ذلك سوى رتبة «مستعمرة» (باللاتينية: Colonia)، التي حصلت عليها المدينة في نهاية المطاف بحلول نهاية القرن سالف الذكر. حصدت بلغراد شيءًا من الشهرة بعد اعتناق الإمبراطورية الرومانية الدين المسيحي، وذلك لأن الإمبراطور جوڤيان، مجدد المسيحية، كان قد وُلد في ربوعها، فقد قام هذا الرجل بإعادة المسيحية دينًا رسميًا للإمبراطورية بعد أن كان سلفه، يوليان المرتد، قد أعاد عبادة الآلهة والأوثان لفترة قصيرة من الزمن. خضعت المدينة في سنة 395م لسيطرة الإمبراطورية الرومانية الشرقية، أو البيزنطية، بعد انقسام الإمبراطورية الرومانية إلى قسمين: شرقي وغربي، ومن الجدير بالذكر أن الإمبراطور قسطنطين الأول، الذي أعلن المسيحية دينًا للدولة، كان من ضمن الأشخاص الذين ولدوا في الأراضي التي تُشكل صربيا المعاصرة. بحلول هذا الوقت كانت المدينة قد اتصلت بمدينة كلتيّة تقع شمالها عن طريق جسر ربط بينهما، وقد أصبحت الأخيرة الجزء الشمالي من بلغراد مع مرور الزمن.

### العصور الوسطى

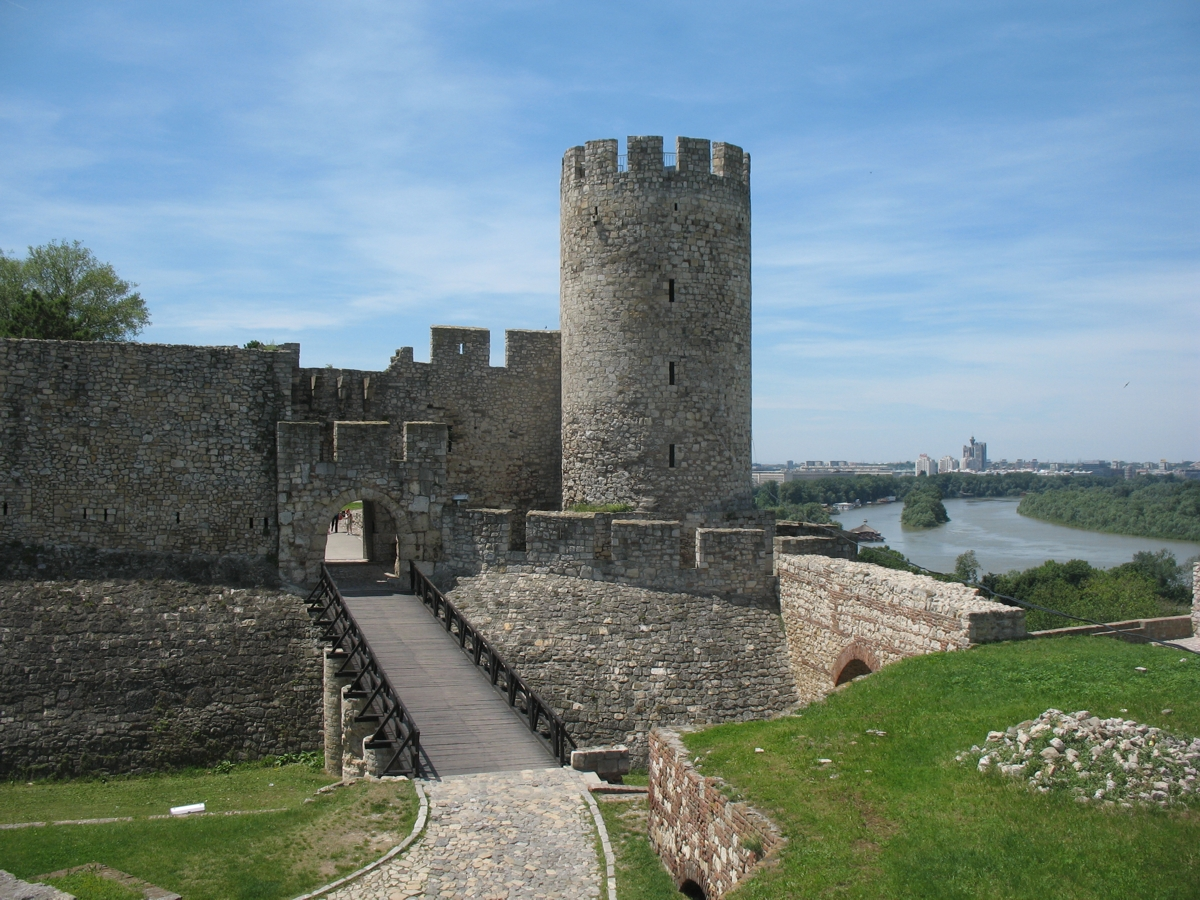
"برج المستبد" والقسم الغربي من سور بلغراد القديم.

تعاقب على حكم مدينة سينگيدونوم عدد من الشعوب والأقوام بعد سقوط الإمبراطورية الرومانية، وغالبًا ما تعرضت للتدمير والنهب على يد بعضهم، ومن هؤلاء: الهون، السرمتيون، القوط الشرقيون، والآڤار، وقد استمر الأمر على هذا المنوال حتى وصول قبائل من الصقالبة، أو السلاڤيون، إلى المدينة في أوائل القرن السادس. انتزع القوط المدينة من يد الروم البيزنطيين وبقيت في حوزهم حتى استولى عليها الآڤار أوائل القرن السادس، ولمّا سحق الفرنجة القوم سالفي الذكر، عادت المدينة إلى ربوع الإمبراطورية البيزنطية عدا قسمها الشمالي الذي خضع للمملكة الإفرنجية. بقيت المدينة ساحة للمعارك والصراعات ما بين البيزنطيين والمجر والبلغار طيلة 4 قرون، وحفل تاريخها خلال هذه الفترة بالأحداث العسكرية، فقد جعل لها الإمبراطور البيزنطي باسيل الثاني حامية عسكرية لتدافع عنها ضد أي هجوم، وتمركزت فيها الجيوش الصليبية فترة من الزمن أثناء توجهها إلى الأراضي المقدسة خلال الحملتين الصليبيتين الأولى والثانية. وبحلول زمن الحملة الصليبية الثالثة، استحالت المدينة خرابًا، كما أفاد إمبراطور الإمبراطورية الرومانية المقدسة فريدريش بربروسا، عندما مر بها وجيش قوامه 190,000 جندي، متوجهين نحو فلسطين. أصبحت بلغراد عاصمة مملكة سرميا بحلول عام 1284م، وحكمها ملك صربي لأول مرة في تاريخها، هو أسطفان دراغوتين، الذي أهداه المدينة حماه ملك المجر، المدعو أسطفان الخامس. أخذت الإمبراطورية الصربية تتضعضع بعد معركتيّ ماريتزا وقوصوه عاميّ 1371م و1389م على التوالي، بعد أن هزمتها الدولة العثمانية وسيطرت على القسم الجنوبي منها، إلا أن القسم الشمالي بقي صامدًا لفترة طويلة بصفته إمارة مطلقة، واستمرت بلغراد عاصمته. ازدهرت المدينة خلال عهد الأمير أسطفان لازاريڤيتش، ابن الأمير الصربي الشهير لازار هيربيليجانوڤيتش، الذي بنى قلعة كبيرة فيها وسورًا سميكًا حولها، وجعل فيها عدد عظيم من الأبراج، لم يبق منها سوى برج واحد يُعرف باسم «برج المستبد» والقسم الغربي من السور. أصبحت بلغراد بعد تحصينها ملجأً للعديد من البلقانيين الذين هربوا من بلادهم أمام تقدم الفتح العثماني، فازداد عدد قاطنيها حتى تراوح بين 40 و 50,000 نسمة كما يُعتقد.

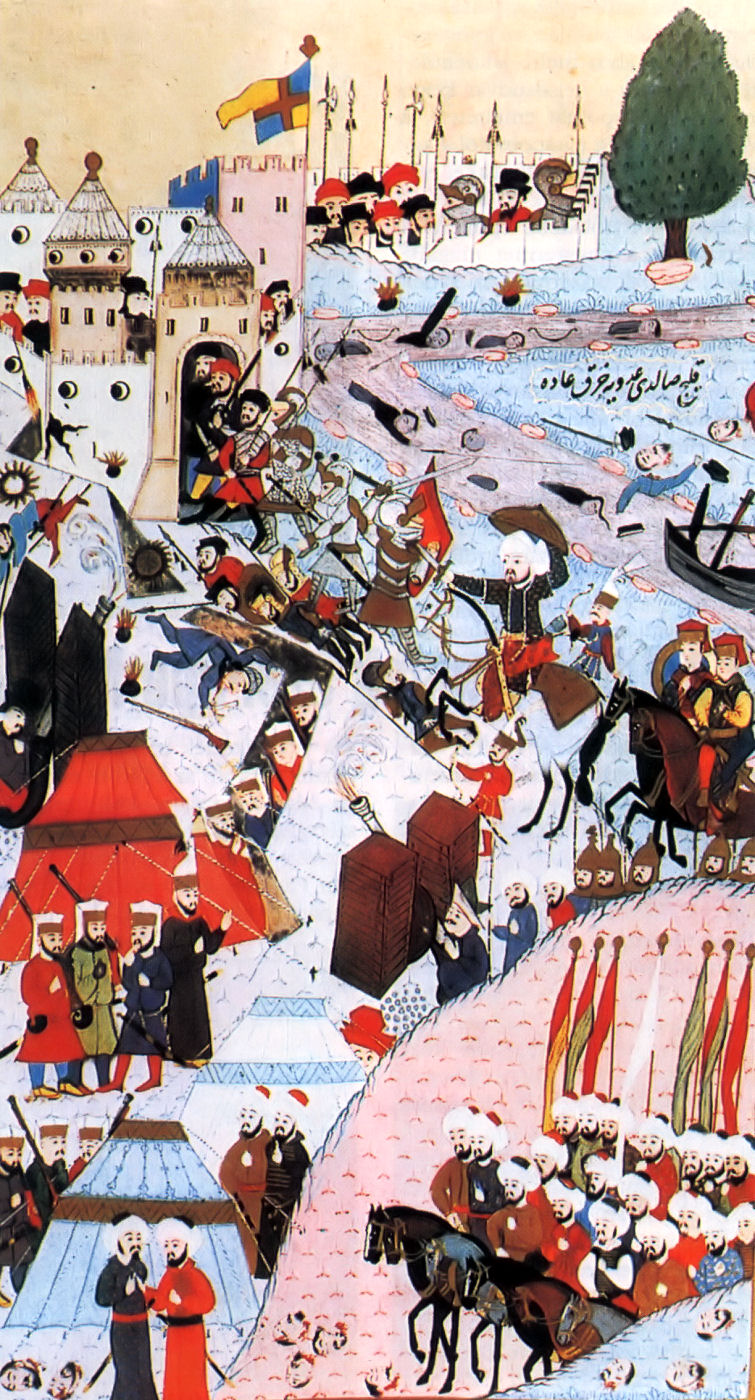
الجيش العثماني بقيادة السلطان محمد الفاتح وقد ضرب الحصار على بلغراد.

في عام 1427م، قام خليفة أسطفان، المدعو جُرادج برانكوڤيتش، بإعادة بلغراد إلى المجر مضطرًا، فأصبحت مدينة «سميدريڤو» عاصمة البلاد. وخلال عهد هذا الأمير، فتح العثمانيون معظم القسم الشمالي من الإمبراطورية الصربية، وحاصروا بلغراد للمرة الأولى سنة 1440م دون أن يتمكنوا من دخولها، ثم عاودوا الكرّة مرة ثانية في سنة 1456م تحت قيادة السلطان محمد الثاني "الفاتح"، الذي عقد العزم على فتح المدينة كونها كانت تُشكل العائق الأكبر أمام تقدم الفتوح في أوروبا الوسطى، فحشد جيشًا كبيرًا فاق عدد الجنود فيه 100,000 جندي، وضرب الحصار على بلغراد، لكنه فشل في اقتحامها بعد أن استبسل المقاومون في الدفاع عنها، بقيادة يوحنا هونياد المجري، وقد قيل آنذاك أن هذه المعركة كانت ستقرر مصير المسيحية، وقد أمر البابا كاليستوس الثالث أن تُدق أجراس الكنائس في جميع أنحاء العالم المسيحي طيلة أيام الحصار عند الظهر من كل يوم، وذلك دعوةً للمؤمنين كي يصلوا لنجاح المُحاصرين في دفع الجيش العثماني عن المدينة.

### الفتح العثماني والغزوات النمساوية

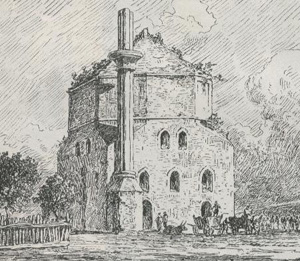
رسم لجامع البطل في بلغراد من عام 1860م، إحدى الآثار العثمانية الإسلامية في المدينة، والتي لم تعد موجودة.

استمرت بلغراد عصيّة على الفتح العثماني طيلة 7 عقود، حتى تمكن السلطان سليمان الأول "القانوني" من فتحها بتاريخ 28 أغسطس سنة 1521م، بجيش قوامه 250,000 جندي. نقل العثمانيون جزءًا من سكان المدينة من صرب ومجر ويونان وأرمن إلى الآستانة عاصمة الدولة العثمانية، حيث سكنوا الناحية المعروفة حاليًا باسم «غابة بلغراد». أصبحت بلغراد بعد الفتح العثماني سنجقًا وعاصمة لبشلق سمندرية، واستحالت ثاني أكبر المدن العثمانية في أوروبا بعد الآستانة، إذ وصل عدد سكانها إلى ما يزيد عن 100,000 نسمة. قام العثمانيون بإدخال نمط العمارة العثماني إلى المدينة، فاتخذت طابعًا شرقيًا، حيث بُنيت فيها الكثير من الحمامات العامة والخانات والمساجد والمنازل ذات الطابع التركي والعربي، واعتنق عدد من سكانها الإسلام دينًا. وفي سنة 1594م قام بالمدينة تمرّد كبير على الحكم العثماني، فسحقه الجيش وأخمد الثورة، وكان بعض المحرضين على الثورة من رجال الدين، فقام الصدر الأعظم سنان باشا بالانتقام منهم عبر حرقه رفات القديس ساڤا على إحدى التلال المحيطة بالمدينة، وفي القرن العشرين شُيدت كاتدرائية كبيرة في الموقع إحياءً لهذه الذكرى.

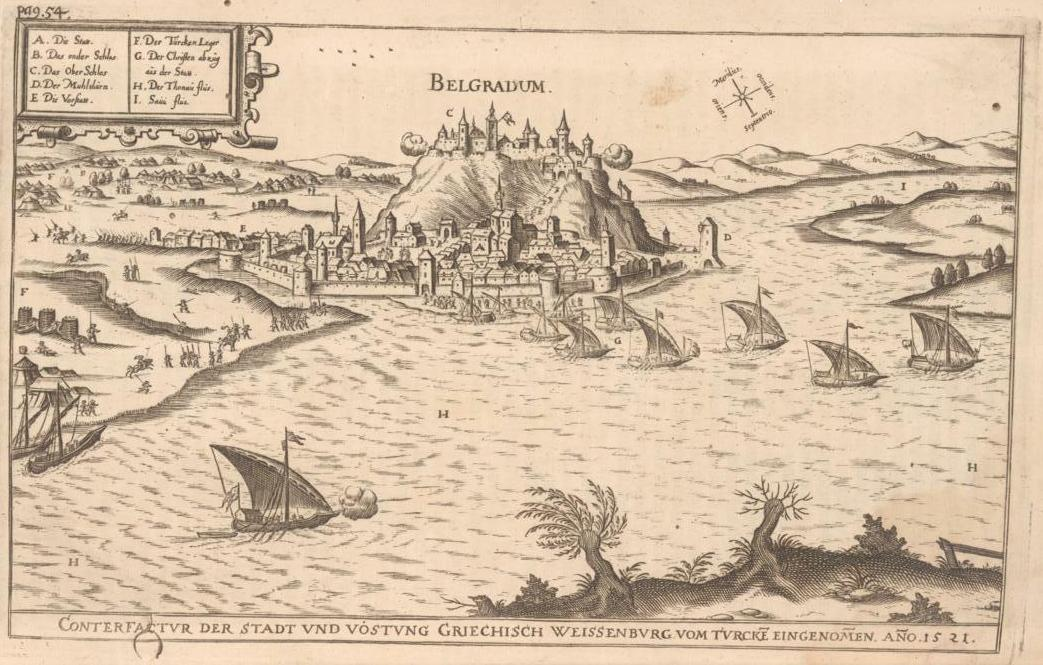
رسم لبلغراد في القرن السادس عشر.

استطاعت النمسا انتزاع بلغراد من الدولة العثمانية ثلاث مرّات (1688–1690، 1717–1739، 1789–1791)، وحكمها أميران من الإمبراطورية الرومانية المقدسة هما: ماكسيمليان عمانوئيل الباڤاري، ويوجين الساڤويوي، ومن ثم المشير البارون جدعون آل لودون. كان العثمانيون يعودون لاسترجاع المدينة في كل مرة بعد معارك شديدة مع النمسا كانت تؤدي لتدمير أقسام كبيرة من بلغراد، وخلال هذه الفترة تراجع عدد سكانها بفعل هجرتين كبيرتين إلى داخل الإمبراطورية النمساوية اتفق المؤرخون على تسميتها بالهجرات الصربية العظيمة، حيث انسحب آلاف الصرب بقيادة بطاركتهم من المدينة واستقروا في مقاطعتيّ ڤويڤودينا وسلاڤونيا المعاصرة.

### عاصمة الصرب

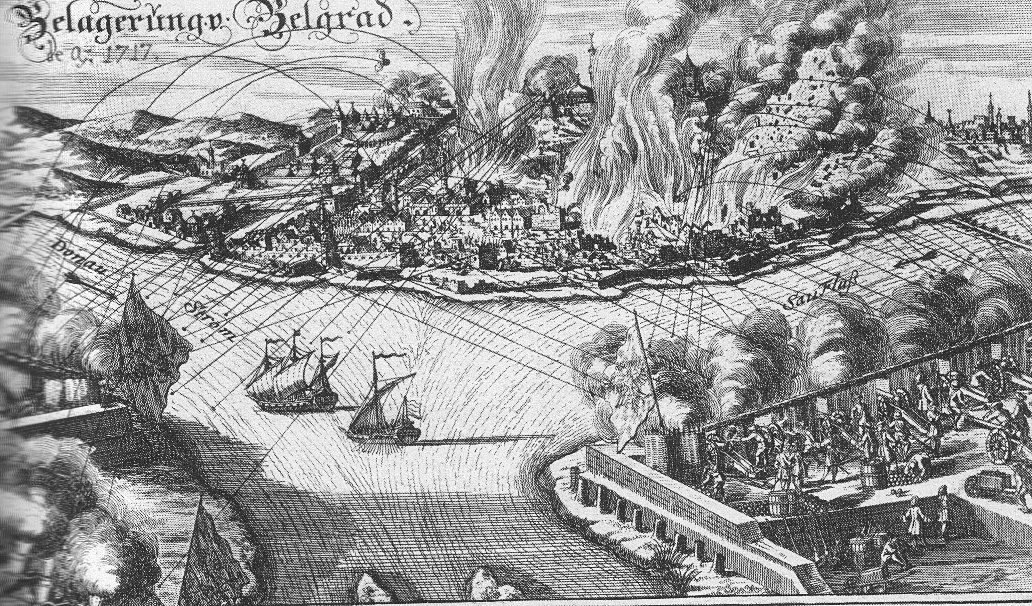
النمساويون يفتحون بلغراد في سنة 1717م بقيادة الأمير يوجين الساڤويوي.

خلال الثورة الصربية الأولى، سيطر الثوّار الصرب على المدينة لفترة من الزمن امتدت من 8 يناير سنة 1807م وحتى سنة 1813م، عندما استعادها العثمانيون مجددًا. وبعد قيام الثورة الصربية الثانية في عام 1815م، حصلت صربيا على استقلال شبه ذاتي اعترف به الباب العالي بحلول سنة 1830م. وفي سنة 1841م، قام الأمير ميهايلو أوبرينوڤيتش الثالث بنقل عاصمة البلاد من كراغوييڤاتش إلى بلغراد. وبتاريخ 10 يونيو سنة 1868م، كان الأمير سالف الذكر يتجول في إحدى المنتزهات الواقعة بالقرب من منزله الريفي في ضواحي بلغراد، ترافقه زوجته كاترينا ووالدتها، الأميرة أنكا، عندما أطلق عليهم النار بعض الأشخاص، فجُرحت زوجة الأمير، بينما قُتل هو ووالدتها.
حصلت إمارة صربيا على استقلالها الكامل عن الدولة العثمانية بحلول سنة 1878م، وتحوّلت إلى مملكة في سنة 1882م، فأصبحت بلغراد مرة أخرى مدينة أساسية في البلقان، وأخذت بالتطوّر سريعًا. غير أن صربيا استمرت بلدًا زراعيًا، وكان أغلب الناس يعيشون من استغلال أراضيهم، فلم يزداد عدد سكان المدينة بشكل يُذكر، حيث بلغ 70,000 نسمة بحلول عام 1900م، في الوقت الذي كان فيه عدد سكان صربيا يصل إلى 1,5 ملايين نسمة، غير أنه بحلول سنة 1905م حصل انفجار سكاني هائل في بلغراد، فوصل عدد السكان إلى 80,000 نسمة، واستمر يزداد حتى بلغ 100,000 مواطن عند اندلاع الحرب العالمية الأولى في سنة 1914م، وذلك دون احتساب عدد سكان القسم الشمالي من المدينة، الذي كان يتبع الإمبراطورية النمساوية المجرية.
عُرض أوّل فيلم سينمائي في البلقان وأوروبا الوسطى في بلغراد خلال شهر يونيو من عام 1896م، وذلك على يد أندريه كار، ممثل الأخوين لوميير الفرنسيين، الذي صوّر أول فيلم عن بلغراد في السنة التالية، إلا أنه تلف مع مرور الزمن ولم يُحفظ.

### الحرب العالمية الأولى وتوحيد المدينة

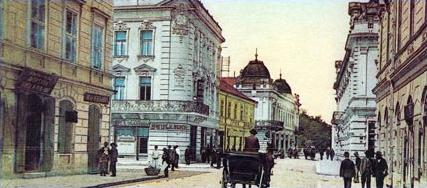
شارع الأمير ميخائيل في بلغراد أواخر القرن التاسع عشر.

كان اغتيال ولي عهد النمسا، الأرشيدوق فرانز فرديناند وزوجته صوفي على يد گافريلو پرينسيپ، أحد القوميين الصرب، في مدينة سراييڤو بالبوسنة بتاريخ 28 يونيو سنة 1914م، كان بمثابة الشرارة التي أشعلت فتيل الحرب العالمية الأولى. وقعت معظم الأعمال العسكرية بالبلقان على مقربة من بلغراد، وقصفتها السفن الحربية النمساوية المجرية في 29 يوليو من نفس العام، ومن ثم استولى عليها الجيش النمساوي المجري بقيادة الفريق أول أوسكار پوتيورك في 30 نوفمبر. وفي الخامس عشر من ديسمبر، استعادة القوّات الصربية المدينة مجددًا بقيادة المشير رادومير پوتنيك، إلا أنها عادت لتسقط في يد القوّات الألمانية والنمساوية المجرية بقيادة المشير أوغست آل ماكنسن، بعد معركة طويلة دارت رحاها بين 6 و9 أكتوبر من عام 1915م. استمرت المدينة خاضعة لقوات المحور حتى تم تحريرها في 5 نوفمبر من عام 1918م، على يد القوات الفرنسية والصربية بقيادة المشير لويس فرانشيه ديسپيريه والأمير الصربي إسكندر الأول. بعد انتهاء الحرب، أصبحت مدينة سوبوتيكا أكبر مدن المملكة الصربية، بما أن بلغراد كانت قد تدمرت واعتبرت من المدن المنكوبة، لكنها على الرغم من ذلك قامت من بين الأنقاض بسرعة، واستعادت مركزها السابق بحلول أوائل عقد العشرينيات من القرن العشرين.
| قلعة مكدان هي أجمل وأعظم رمز للتفاؤل والشجاعة عرفته في حياتي |
| —الكاتبة البريطانية ريبيكا وست عام 1936                      |

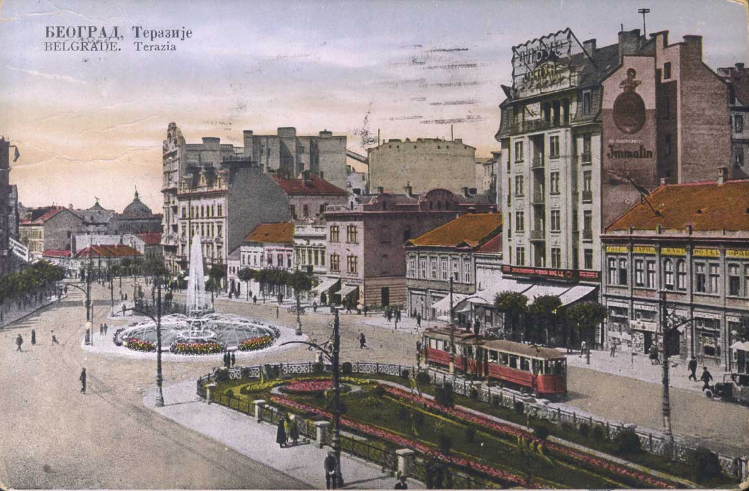
إحدى ساحات بلغراد في عام 1934م.

أًعلنت بلغراد عاصمةً لمملكة يوغوسلاڤيا في عام 1929م، بعد أن تمّ تغيير اسم الدولة من «مملكة الصرب والكروات والسلوڤانيين». قُسمت المملكة سالفة الذكر إلى عدّة مقاطعات، وشكّلت بلغراد بما فيها قسمها الشمالي القديم «زيمون» ومدينة پانتشيڤو، شكّلت وحدات إدراية مستقلة بذاتها.
خلال هذه الفترة، أخذت المدينة بالنمو نموًا مضطردًا، وأخذت تظهر فيها ملامح الازدهار والعصرنة، فارتفع عدد سكانها إلى 239,000 نسمة بحلول عام 1931م، خصوصًا بعد ضم القسم الشمالي منها الذي كان يتبع الإمبراطورية النمساوية المجرية سابقًا، وبحلول عام 1940م وصل عدد السكان إلى 320,000 نسمة، وقد أظهرت الإحصاءات أن نسبة النمو السكاني بين عاميّ 1921م و1948م وصلت إلى 4.08% في السنة. افتتح أول مطار في بلغراد سنة 1927م، وفي سنة 1929م افتتحت أوّل محطة إذاعية، وفي عام 1935م افتتح جسر پانتشيڤو القائم فوق نهر الدانوب، مما سهّل حركة المواصلات من وإلى المدينة.

### الحرب العالمية الثانية

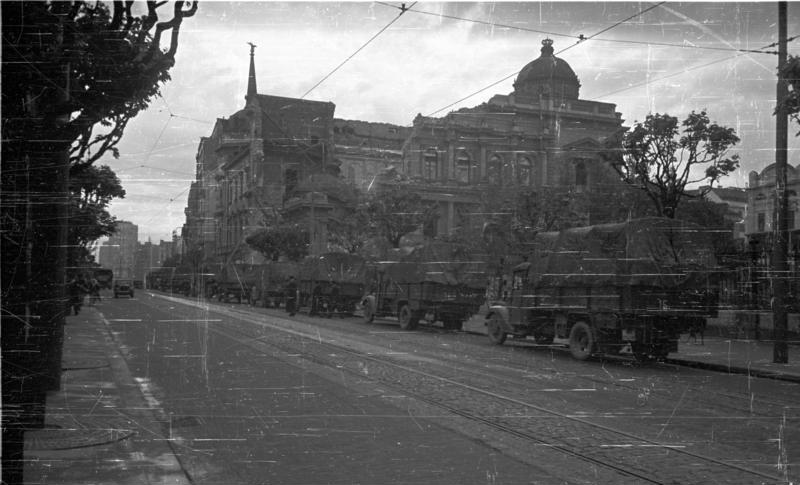
الجيش الألماني يدخل بلغراد في عام 1940م.

في 25 مارس سنة 1941م، قامت حكومة وصي العرش الأمير پول قره دورديڤيتش، بالتوقيع على الاتفاق الثلاثي، وانضمت إلى معسكر دول المحور، في محاولة منها لتجنّب الدخول في الحرب العالمية الثانية. قوبل هذا الأمر باستنكار شعبي واسع، وقامت المظاهرات في شوراع بلغراد وأطاح انقلاب عسكري بقيادة الفريق أول جوي دوسان سيموڤيتش بالأمير، وتمّ تنصيب الملك بطرس الثاني على عرش الدولة بدلاً منه. تعرّضت المدينة لقصف جوّي كثيف من قبل سلاح الجو الألماني في السادس من أبريل من نفس العام ردًا على نقض البلاد للاتفاق الثلاثي، وقد قُتل في هذا القصف حوالي 24,000 شخص. اجتاحت القوات الألمانية والإيطالية والمجرية والبلغارية يوغوسلاڤيا بعد ذلك ووصلت حتى مشارف زيمون شمالي بلغراد، وحولتها إلى ولاية نازية هي «ولاية كرواتيا المستقلة» (بالكرواتية: Nezavisna Država Hrvatska؛ وبالألمانية: Unabhängiger Staat Kroatien)، وأصبحت بلغراد مقر حكومة نيديتش المولية لألمانيا، برئاسة الفريق أول ميلان نيديتش.

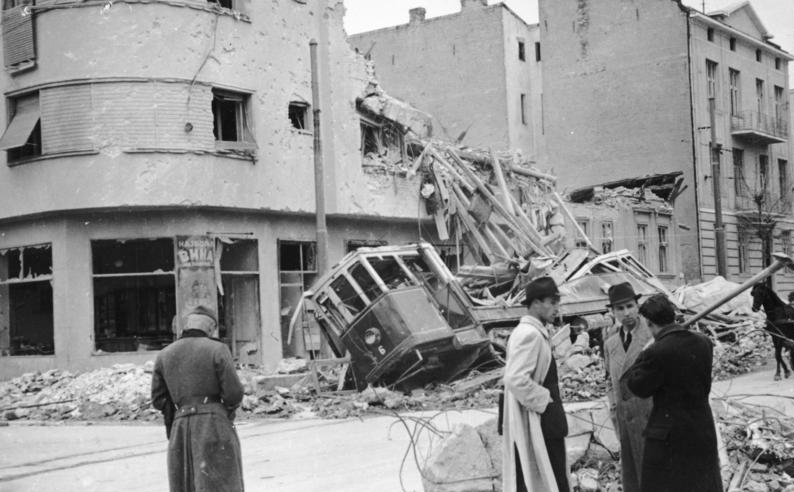
الخراب والدمار الذي لحق ببلغراد بفعل القصف الجوي الألماني.

قام النازيون بذبح العديد من سكان بلغراد خلال صيف وخريف عام 1941م، ردًا على حرب العصابات التي انتهجها المقاومون والتي كلّفت الجيش الألماني خسائر فادحة، وكان من ضمن الذين تعرضوا للقتل والاضطهاد بشكل أساسي، اليهود من السكّان، حيث كانوا يُجمعون ويُعدمون رميًا بالرصاص، بناءً على أمر الفريق أول فرانز بوهمي، الحاكم العسكري الألماني في صربيا، الذي عُرف عنه صرامته الشديدة في التعاطي مع الثوّار، فقد أعلن أنه مقابل كل ألماني يُقتل، فسوف يعدم 100 صربي أو يهودي.
قاد المقاومة الوطنية للاحتلال النازي في بلغراد الرائد زاركو تودوروڤيتش والتر، وقد اعتُقل في سنة 1943م وأُرسل إلى إحدى مخيمات الاعتقال. تعرّضت بلغراد للدمار مرتين أثناء الحرب العالمية الثانية، مثلها في ذلك مثل مدينة روتردام، فبعد أن قصفها النازيون، عاود الحلفاء قصفها في 16 أبريل سنة 1944م، وقُتل في ذلك الهجوم حوالي 1,100 شخص، وكان ذلك عشيّة عيد الفصح وفق التقويم الشرقي. استمرت أنحاء كثير من المدينة خاضعة للألمان حتى 20 أكتوبر سنة 1944م، عندما قام الجيش الأحمر ومسلحي الحزب اليوغوسلاڤي الشيوعي بتحريرها. وفي 29 نوفمبر سنة 1945م، أعلن الرائد جوزيف بروز تيتو من بلغراد قيام جمهورية يوغوسلاڤيا الاشتراكية الاتحادية. كان من نتيجة استيلاء الشيوعيون على صربيا مصرع حوالي 70,000 نسمة، 10% منهم بلغراديون، وقد أفادت بضعة تقارير تعود لقسم مخابرات الشرطة السابق، أن عدد ضحايا الاضطهاد السياسي في بلغراد وصل إلى 10,000 شخص.

### يوغوسلاڤيا الاشتراكية
خلال فترة ما بعد الحرب العالمية الثانية، أخذت بلغراد تنمو باضطراد في ظل الحكم الشيوعي، حتى أصبحت مركزًا صناعيًا مهمًا في أوروبا والعالم أجمع. وفي سنة 1958م، افتتحت أوّل محطة تلفازية في المدينة وأخذت تبث برامجها اليومية، وفي سنة 1961م، عقدت دول عدم الانحياز مؤتمرها في المدينة برئاسة تيتو، وفي سنة 1968م حدثت عدّة مظاهرات طلاّبية منددة بحكم الأخير، فوقع عدد من الاشتباكات بين المتظاهرين والشرطة في الشوارع. كانت بلغراد مركز المنطقة الموبوئة بآخر موجات الجدري في أوروبا سنة 1972م، الذي تمكنت السلطات المعنيّة من احتوائه بحلول أواخر شهر مايو من ذلك العام بفضل اتباعها إجراءات شملت الحجر الصحي القسري والتطعيم الشامل.

### عهد ما بعد الشيوعية

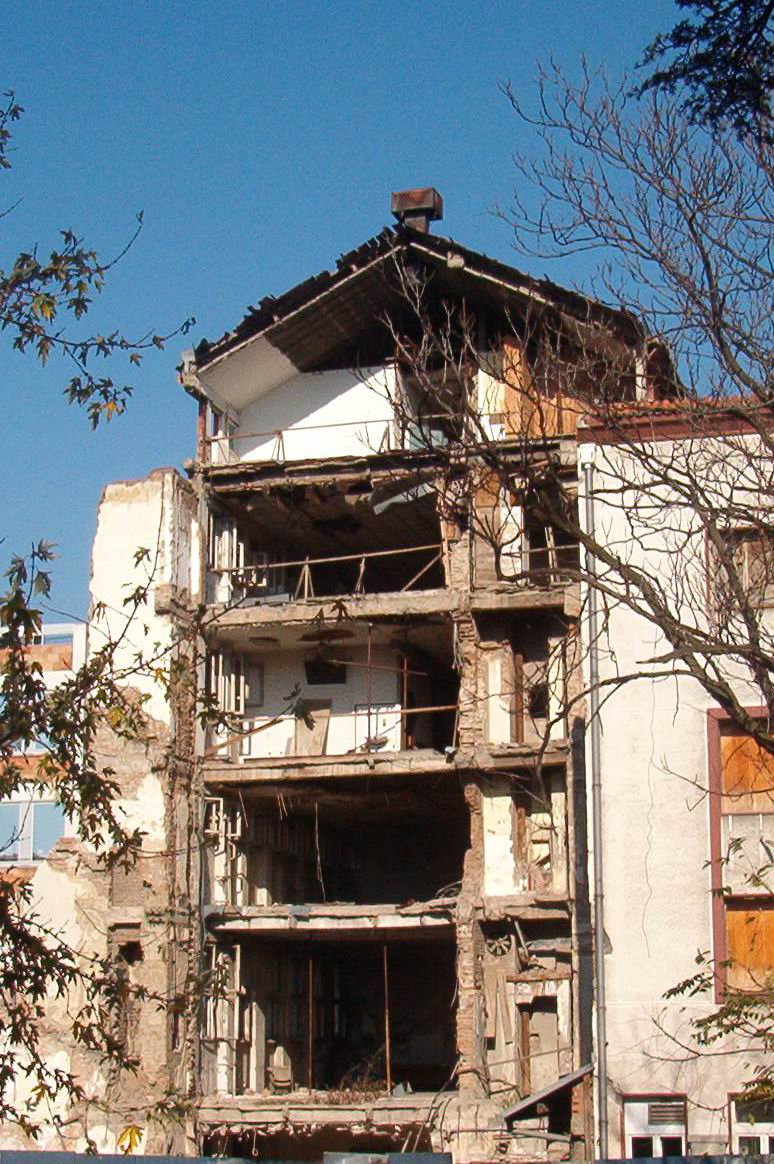
مبنى الإذاعة والتلفاز في صربيا بعد أن تدمّر بفعل قصف قوات حلف شمال الأطلسي.

في التاسع من مارس سنة 1991م، قامت مظاهرات عظيمة في بلغراد يقودها ڤوك دراسكوڤيتش، منددة بنظام حكم الرئيس سلوبودان ميلوسيڤيتش، وقد تراوح عدد المتظاهرين وفق وسائل إعلام مختلفة بين 100,000 و 150,000 شخص، قُتل منهم اثنان، وجُرح 203 آخرون، واعتُقل 108 متظاهرين، وفي وقت لاحق من ذلك اليوم نزلت الدبابات إلى الشوارع لتفريق الناس وإعادة الهدوء إلى الأحياء. قامت مظاهرات أخرى في بلغراد في شهر نوفمبر من عام 1996م واستمرت حتى شهر فبراير من عام 1997م، وقد طالب فيها المتظاهرون باستقالة الحكومة وتنحي الرئيس ميلوسيڤيتش بعد أن تبين أن له ضلعًا في تزوير الانتخابات المحلية. كان من نتيجة هذه المظاهرات أن اعتلى رئيس البلدية زوران جينجيتش منصب رئاسة الحكومة، وبهذا أصبح أول رئيس بلدية بلغرادي منذ الحرب العالمية الثانية يصل لهذا المنصب دون أن يكون عضوًا في رابطة الشيوعيين في يوغوسلاڤيا، أو فرعها الرئيسي وهو الحزب الاشتراكي الصربي.
خلّف قصف قوّات حلف شمال الأطلسي لبلغراد خلال حرب كوسوڤو سنة 1999م، خلّف أضرارًا كبيرة في المدينة، وكان من ضمن المواقع التي قُصفت عدّة مبان شكّلت مقرّات لوزارات مختلفة، بالإضافة لمبنى الإذاعة والتلفاز في صربيا، الأمر الذي نجم عنه مصرع 16 تقنيًا، وعدد من المستشفيات، وفندق يوغوسلاڤيا، ومبنى اللجنة المركزية، وبرج آڤلا، والسفارة الصينية. عادت بلغراد لتصبح مسرحًا لمظاهرات جديدة سنة 2000م، وذلك بعد الانتخابات الرئيسية التي شهدتها البلاد، فخرج أكثر من نصف مليون شخص إلى الشارع، الأمر الذي نجم عنه خلع الرئيس ميلوسيڤيتش.

## الجغرافيا

### الموقع والإحداثيات

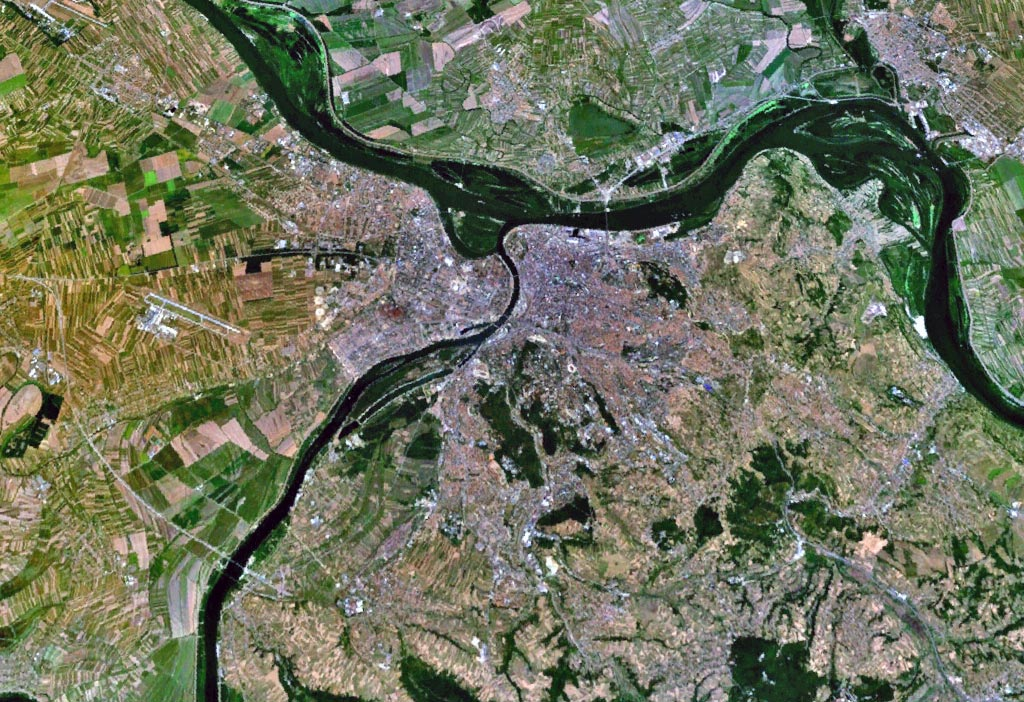
صورة فضائية تُظهر موقع بلغراد عند نقطة التقاء نهري الساڤا والدانوب.

ترتفع بلغراد 116.75 مترًا (383 قدمًا) عن سطح البحر، وهي تقع عند نقطة التقاء نهريّ الدانوب والساڤا، عند الإحداثيات 14«49' 44° شمالاً و 44» 27' 20° شرقاً تقع قلعه مكدان، وهي بمثابة قلب المدينة التاريخي، على الضفة اليمنى للنهرين. أخذت بلغراد تزداد حجمًا وتتوسع باتجاه الجنوب والشرق منذ القرن التاسع عشر، وبعد الحرب العالمية الثانية، تم بناء قسم جديد من المدينة أُطلق عليه تسمية «بلغراد الجديدة» (بالصربية: Novi Beograd) وذلك على ضفة الساڤا اليُسرى، وصل بلغراد بقسمها الشمالي القديم، ألا وهو «زيمون»، فأصبحت الأقسام الثلاثة تُشكل معًا مدينة واحدة كبرى. كذلك، دُمجت بعض المناطق السكنية الصغيرة الواقعة عبر الدانوب في جسم المدينة مما زاد من حجمها. تصل مساحة المنطقة الحضرية الخاصة بالمدينة إلى 360 كلم2 (139.0 ميل مربع)، وتغطي مع المناطق التابعة لها إداريًا مساحة 3,223 كلم2 (1,244.4 ميل مربع). اعتُبرت بلغراد منذ القدم همزة وصل في أوروبيّة بين الشرق والغرب، وذلك بسبب موقعها الذي يصل بين البلقان والأناضول بأوروبا الوسطى والغربية.
تتميز أراضي وسط بلغراد الواقعة على الضفة اليمنى من الساڤا بهضابها العديدة، وأعلى نقطة فيها وفي المدينة ككل هي هضبة طورلاق التي يصل ارتفاعها إلى 303 أمتار (994 قدمًا)، أما جبال أڤالا (511 مترًا، أو 1,677 قدمًا) وكوسماج (628 مترًا، أو 2,060 قدمًا)، فتقع جنوب المدينة. تتحول الأراضي الواقعة وراء النهرين من أراض هضابية إلى سهول غرينية وهضاب طفالية بشكل رئيسي.

### المناخ
تعرف بلغراد مناخًا متفاوتًا يظهر فيه مزيج من عدّة أنماط مناخية: المحيطي، والقاري الجاف، والرطب شبه المداري، وهي تختبر أربعة فصول في السنة، والتساقط يحدث بشكل متساو ومتشابه سنويًا. تتراوح درجات الحرارة من 0.4 °مئوية (32.7 °فهرنهايت) خلال شهر يناير إلى 21.8 °مئوية (71.2 °فهرنهايت) خلال شهر يوليو، ويصل متوسط الحرارة السنوي إلى 12.2 °مئوية (54.0 °فهرنهايت). يصل معدّل الأيام التي تفوق فيها درجات الحرارة 30 °مئوية في السنة إلى 31 يومًا، ويصل عدد الأيام التي تفوق فيها درجات الحرارة 25 °مئوية إلى 95 يومًا. تبلغ كمية المتساقطات، من ثلوج وأمطار، التي تهطل على بلغراد 680 مليمترًا (27 إنشًا) في السنة، وتعتبر أواخر الربيع أكثر أوقات السنة غزارةً بالأمطار. يبلغ معدّل الساعات المشمسة 2,025 ساعة، وأكثر شهور السنة إشراقًا وانفراجًا هي شهرا يوليو وأغسطس، حيث تتلقى المدينة أثنائهما حوالي 10 ساعات مشمسة، بالمقابل يُعتبر شهرا ديسمبر ويناير أكثر شهور السنة تلبدًا بالغيوم، ويتراوح عدد الساعات المشمسة فيهما بين ساعتين و 2.3 ساعات في النهار. وصلت أقصى درجات الحرارة الموثقة في بلغراد إلى +43.1 °مئوية (110 °فهرنهايت)، وذلك يوم 24 يوليو سنة 2007م، بينما بلغت أدنى درجات الحرارة −26.2 °مئوية (−15 °فهرنهايت)، وكان ذلك بتاريخ 10 يناير سنة 1893م.
| البيانات المناخية لـبلغراد                            | البيانات المناخية لـبلغراد | البيانات المناخية لـبلغراد | البيانات المناخية لـبلغراد | البيانات المناخية لـبلغراد | البيانات المناخية لـبلغراد | البيانات المناخية لـبلغراد | البيانات المناخية لـبلغراد | البيانات المناخية لـبلغراد | البيانات المناخية لـبلغراد | البيانات المناخية لـبلغراد | البيانات المناخية لـبلغراد | البيانات المناخية لـبلغراد | البيانات المناخية لـبلغراد |
| الشهر                                                 | يناير                      | فبراير                     | مارس                       | أبريل                      | مايو                       | يونيو                      | يوليو                      | أغسطس                      | سبتمبر                     | أكتوبر                     | نوفمبر                     | ديسمبر                     | المعدل السنوي              |
| ----------------------------------------------------- | -------------------------- | -------------------------- | -------------------------- | -------------------------- | -------------------------- | -------------------------- | -------------------------- | -------------------------- | -------------------------- | -------------------------- | -------------------------- | -------------------------- | -------------------------- |
| متوسط درجة الحرارة الكبرى °ف                          | 38.3                       | 43.7                       | 53.4                       | 63.5                       | 72.5                       | 77.5                       | 81.1                       | 81.1                       | 74.7                       | 64.6                       | 51.8                       | 41.5                       | 62.0                       |
| متوسط درجة الحرارة الصغرى °ف                          | 27.9                       | 31.6                       | 37.9                       | 46.0                       | 53.8                       | 59.0                       | 61.3                       | 61.0                       | 55.4                       | 46.9                       | 39.2                       | 31.6                       | 46.0                       |
| الهطول إنش                                            | 1.94                       | 1.75                       | 1.95                       | 2.31                       | 2.78                       | 3.56                       | 2.61                       | 2.02                       | 2.02                       | 1.59                       | 2.14                       | 2.26                       | 26.93                      |
| متوسط درجة الحرارة الكبرى °م                          | 3.5                        | 6.5                        | 11.9                       | 17.5                       | 22.5                       | 25.3                       | 27.3                       | 27.3                       | 23.7                       | 18.1                       | 11.0                       | 5.3                        | 16.7                       |
| متوسط درجة الحرارة الصغرى °م                          | −2.3                       | −0.2                       | 3.3                        | 7.8                        | 12.1                       | 15.0                       | 16.3                       | 16.1                       | 13.0                       | 8.3                        | 4.0                        | −0.2                       | 7.8                        |
| الهطول مم                                             | 49.3                       | 44.4                       | 49.5                       | 58.8                       | 70.7                       | 90.4                       | 66.4                       | 51.2                       | 51.4                       | 40.3                       | 54.3                       | 57.5                       | 684.2                      |
| المصدر: مصلحة الأرصاد الجوية العالمية، مرصد هونغ كونغ |                            |                            |                            |                            |                            |                            |                            |                            |                            |                            |                            |                            |                            |

## بلغراد الرسمية

### الحكومة المحلية

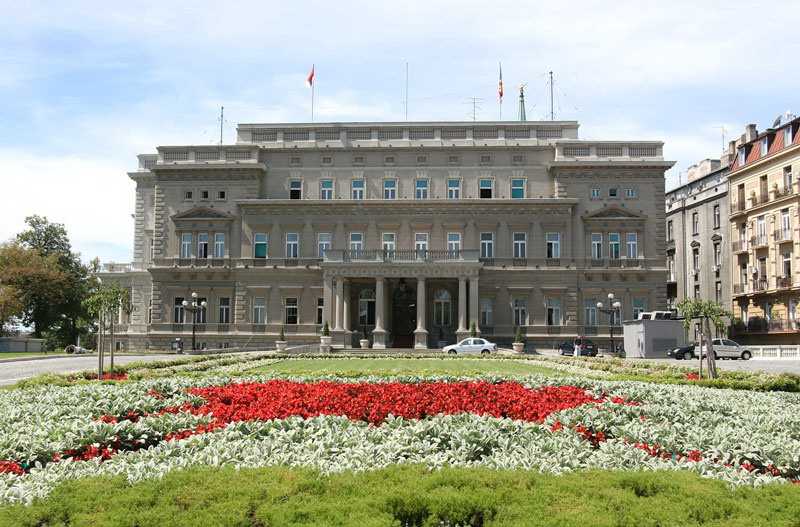
القصر العتيق في بلغراد، مقر مجلس المدينة.

تُعدّ بلغراد وحدة إقليمية منفصلة بذاتها في صربيا، وتُدار من قبل حكومة مدينة مستقلة. فاز دراگان جيلاس من الحزب الديمقراطي بمنصب المحافظ في 19 أغسطس سنة 2008م، وما زال يشغل هذا المنصب حتى الآن، أما أول محافظ للمدينة تم انتخابه بأسلوب ديمقراطي بعد الحرب العالمية الثانية، فكان زوران جينجيتش، وذلك في عام 1996م.
يتكوّن مجلس المدينة من 110 أعضاء يُنتخبون لمدة أربع سنوات، وينتمي أغلبية أعضاء المجلس الحالي إلى نفس الأحزاب السياسية التي تُسيطر على البرلمان الصربي، ألا وهي: الحزب الديمقراطي، G17+، الحزب الاشتراكي الصربي، وحزب المتقاعدين المتحدين في صربيا بدعم من الحزب الليبرالي الديمقراطي. يقع مقر الجمعية الوطنية الصربية بالإضافة لمقر الحكومة وإدراتها المختلفة، داخل بلغراد، كذلك هناك 64 سفارة أجنبية تتخذ منها مقرًا لها.

### البلديات
تُقسم بلغراد إلى 17 بلدية يقع معظمها في القسم الجنوبي من نهريّ الدانوب والساڤا، في منطقة سوماديجا. تقع ثلاثة بلديات على الضفة الشمالية من نهر الساڤا في منطقة سرميا، وهي بلديات زيمون وبلغراد الجديدة وسورسين. أما بلدية پاليلولا الممتدة عبر الدانوب، فإنها تقع في منطقتيّ سوماديجا وبانات. أما البلديات فهي:
| الشعار                                   | الاسم          | المساحة (كلم²) | الجمهرة (1991)                               | الجمهرة (2002)    |
| ---------------------------------------- | -------------- | -------------- | -------------------------------------------- | ----------------- |
| \| باراييڤو                              | 213            | 20,846         | 24,641                                       |                   |
|                                          | جوكارتسيا      | 156            | 150,257                                      | 168,508           |
| \| غروتسكا                               | 289            | 65,735         | 75,466                                       |                   |
|                                          | لازاريڤاتس     | 384            | 57,848                                       | 58,511            |
|                                          | ملادينوڤاتس    | 339            | 54,517                                       | 52,490            |
|                                          | بلغراد الجديدة | 41             | 245,786                                      | 365,877           |
|                                          | أوبرينوڤاتس    | 411            | 67,654                                       | 70,975            |
|                                          | پاليلولا       | 451            | 150,208                                      | 155,902           |
|                                          | راكوڤيتسا      | 31             | 96,300                                       | 99,000            |
|                                          | ساڤوسكي ڤيناتس | 14             | 45,961                                       | 42,505            |
|                                          | سوپوت          | 271            | 19,977                                       | 20,390            |
|                                          | ستاري گراد     | 7              | 68,552                                       | 55,543            |
|                                          | سورجين         | 285            | كانت تُشكل جزءًا من بلدية زيمون حتى سنة 2004م. | 55,000 (تقديريًا.) |
|                                          | ڤوزدوڤاتس      | 148            | 156,373                                      | 151,768           |
|                                          | ڤارتجار        | 3              | 67,438                                       | 58,386            |
|                                          | زيمون          | 153.56         | 176,158                                      | 136,645           |
|                                          | زيڤيزدارا      | 32             | 135,694                                      | 132,621           |
|                                          | المجموع        | 3227           | 1,552,151                                    | 1,756,534         |
| المصدر: المكتب الإحصائي في جمهورية صربيا |                |                |                                              |                   |

## الديمغرافيا

### التركيبة السكانية
| السنة | عدد السكان |
| ----- | ---------- |
| 170م  | 8,000      |
| 1284م | 25,000     |
| 1426م | 50,000     |
| 1683م | 100,000    |
| 1738م | 40,000     |
| 1878م | 50,000     |
| 1914م | 100,000    |
| 1941م | 340,000    |
| 1965م | 1,000,000  |
| 1981م | 1,480,000  |
| 2002م | 1,576,124  |

أظهر الإحصاءات الرسمية في عام 2002م، أن سكان بلغراد ينتمون إلى عدّة مجموعات عرقية، أبرزها: الصرب (1,417,187 نسمة)، اليوغوسلاڤ (22,161 نسمة)، المونتنغريين (21,190 نسمة)، الرومانيين الغجر (19,191 نسمة)، الكروات (10,381 نسمة)، المقدونيين (8,372 نسمة)، ومسلموا القومية (4,617 نسمة) من بوسنيين وگوران وبوماك.
أظهرت دائرة بلغراد للمعلوماتية والإحصاء في دراسة أجرتها بتاريخ 2 أغسطس سنة 2008م، أن عدد السكان الذين بلغوا سن الاقتراع وصل إلى 1,542,773 نسمة، مما يعني أن جمهرة المدينة ارتفعت بشكل ملحوظ منذ إحصاء عام 2002م، بما أن عدد السكان المقيدين في الألواح الانتخابية والذين أدلوا بأصواتهم فاق عدد سكان المدينة ككل وفق ما كان عليه منذ 6 أعوام. كان عدد سكان المدينة قد وصل في نهاية عام 2007م، إلى 1,630,000 نسمة، وفقًا لدراسة سابقة أجرتها دائرة المعلوماتية والإحصاء، بينما بينت دراسة أخرى أن عدد السكان وصل إلى 1,710,000 نسمة في ذلك الوقت.
تعتبر بلغراد ملتقى الكثير من القوميات والأعراق التي سكنت يوغوسلاڤيا السابقة، فقد استقطبت المدينة الكثير من الأشخاص من أبناء الريف والقرى بوصفها مركزًا اقتصاديًا مهمًا يُقدم لهم فرصة العثور على عمل أفضل. كذلك هاجر إليها عدد من اللاجئين الذين تشتتوا عن ديارهم بفعل الحروب والمشاكل السياسية المختلفة، ومن هؤلاء الكروات والبوسنيين والكوسوڤويين الذين هجروا أراضيهم بسبب الحروب اليوغوسلاڤية خلال عقد التسعينيات من القرن العشرين. يُقدّر عدد الصينيين قاطنين بلغراد بين 10,000 و 20,000 نسمة، وقد وصل معظهم إلى البلاد أواسط العقد سالف الذكر، وسكنوا في بعض الأحياء وطبعوها بطابعهم الخاص، مثل الحي رقم 70 في بلغراد الجديدة. كذلك هناك عدد كبير من العرب والإيرانيين في المدينة، وقد أتى معظمهم إلى البلاد خلال عقد السبيعينيات والثمانينيات من القرن العشرين ليتابع تحصيله العلمي، وكثير منهم بقي بالمدينة واستقر. أضف إلى ذلك، يُشكل الكرد والأفغان اللاجئين مجموعتين عرقيتين حديثتا الوصول إلى المدينة.

### الدين

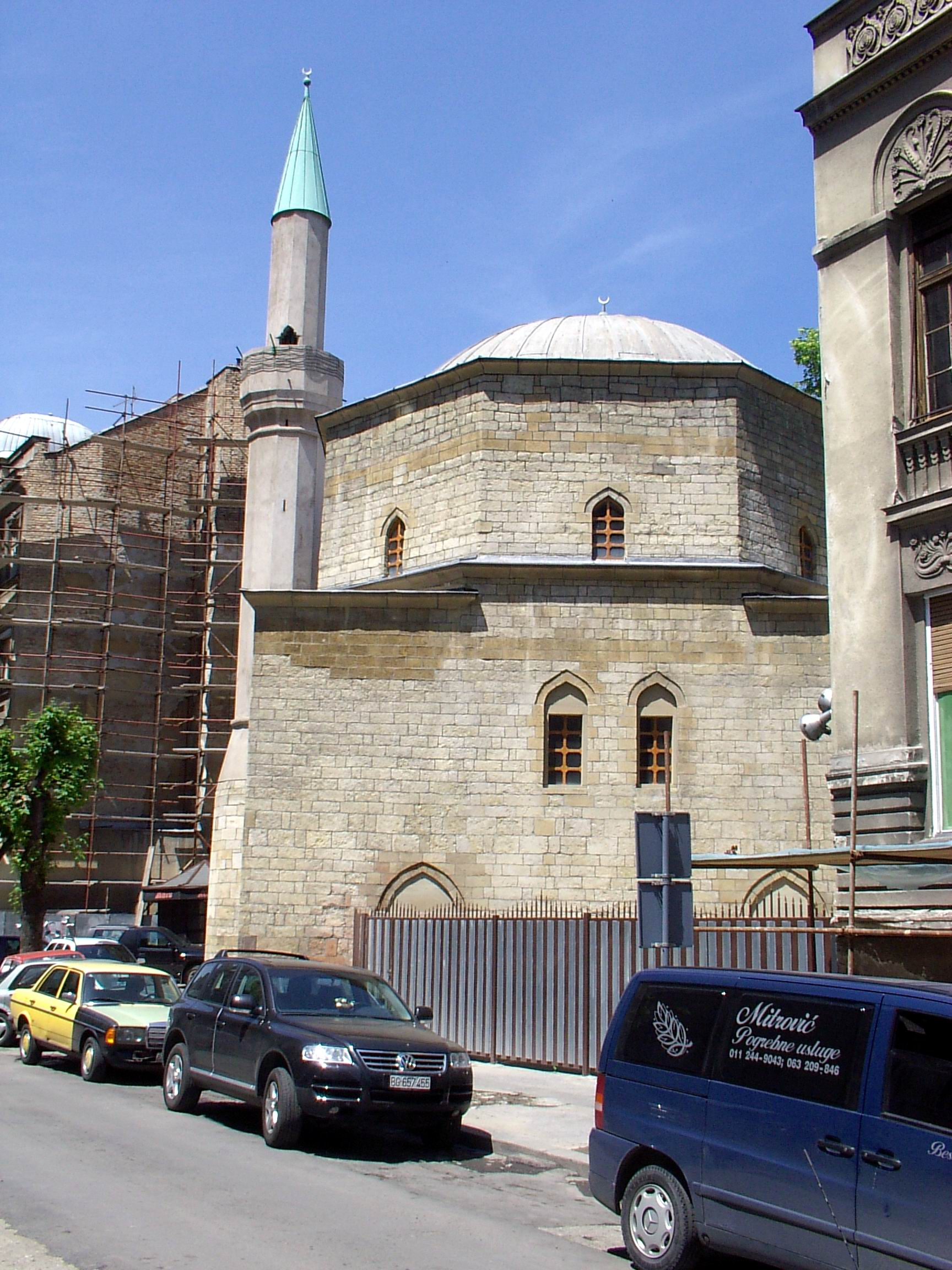
مسجد بايراكلي.

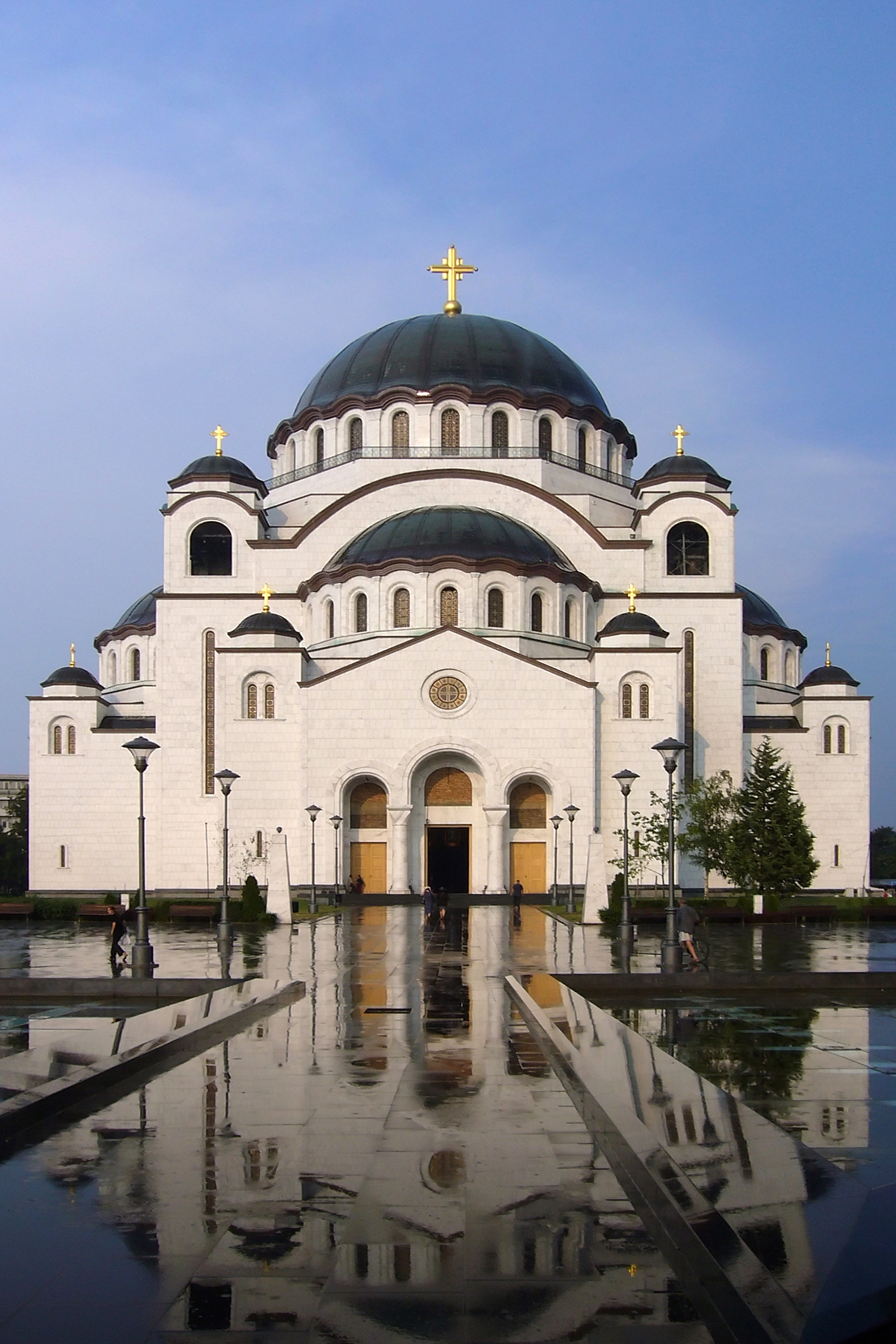
كاتدرائية القديس سافا.

تعتبر بلغراد مدينة متجانسة دينيًا، على الرغم من أنها عرفت طيلة تاريخها تنوعًا في أديان ومذاهب سكانها. يعتنق أغلب البلغراديين المسيحية دينًا، وينتمي أغلبهم إلى الكنيسة الصربية ضمن مذهب الأرثوذكسية الشرقية، ويبلغ عدد الأرثوذكس من سكان المدينة 1,429,170 نسمة، أما باقي المسيحيين فمنهم 16,305 نسمة يتبعون المذهب الروماني الكاثوليكي، وما تبقى يتبع المذهب الپروتستانتي، وهؤلاء يصل عددهم إلى 3,796 نسمة.
يُعتبر الإسلام ثاني أكثر الديانات انتشارًا في بلغراد، حيث يعتنقه 20,366 شخصًا من سكانها، وأغلب المسلمين البلغراديين هم من الذين يُعرفون أنفسهم أنهم «مسلموا القومية»، حيث يُطلق عليهم محليًا تسمية «المسلمين» فقط (بالصربية: Muslimani)، وهؤلاء من الناحية العرقية ينتمون إلى المجموعة الصقلبية أو السلاڤية، وبعضهم من سكان المدينة الأصليين، وأغلبهم ذو جذور بوسنية وگورانية وبوماكية، يعودون بأصولهم إلى ألبانيا ومقدونيا وتركيا وبلغاريا وكوسوڤو، وهم يتبعون المذهب السني. كذلك كان لهجرة العرب من أردنيين وعراقيين وسوريين خلال أواخر القرن العشرين، أثر كبير في ازدياد عدد المسلمين في بلغراد. كانت المدينة تُشكل أيضًا موطن عدد من اليهود، إلا أن قسمًا كبيرًا منهم قتل أثناء الاحتلال النازي لصربيا، وهاجر عدد ضخم آخر بعد انتهاء الحرب نحو فلسطين وأوروبا الغربية، الأمر الذي جعل عدد أفراد الجالية اليهودية بالمدينة اليوم يصل إلى 415 نسمة فقط.

## الاقتصاد

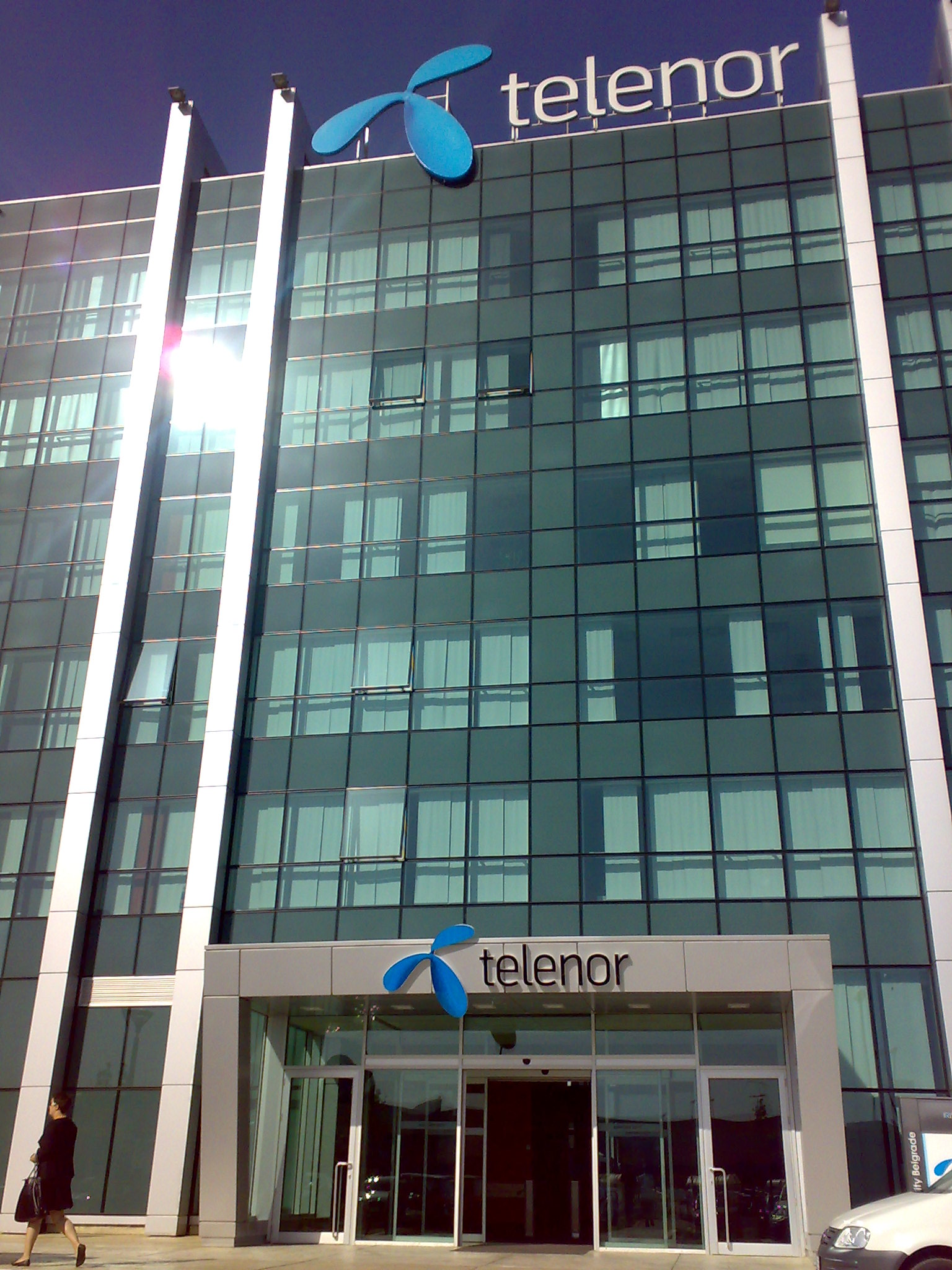
مقر مبنى شركة تيلينور صربيا لخدمات الهاتف المحمول في بلغراد.

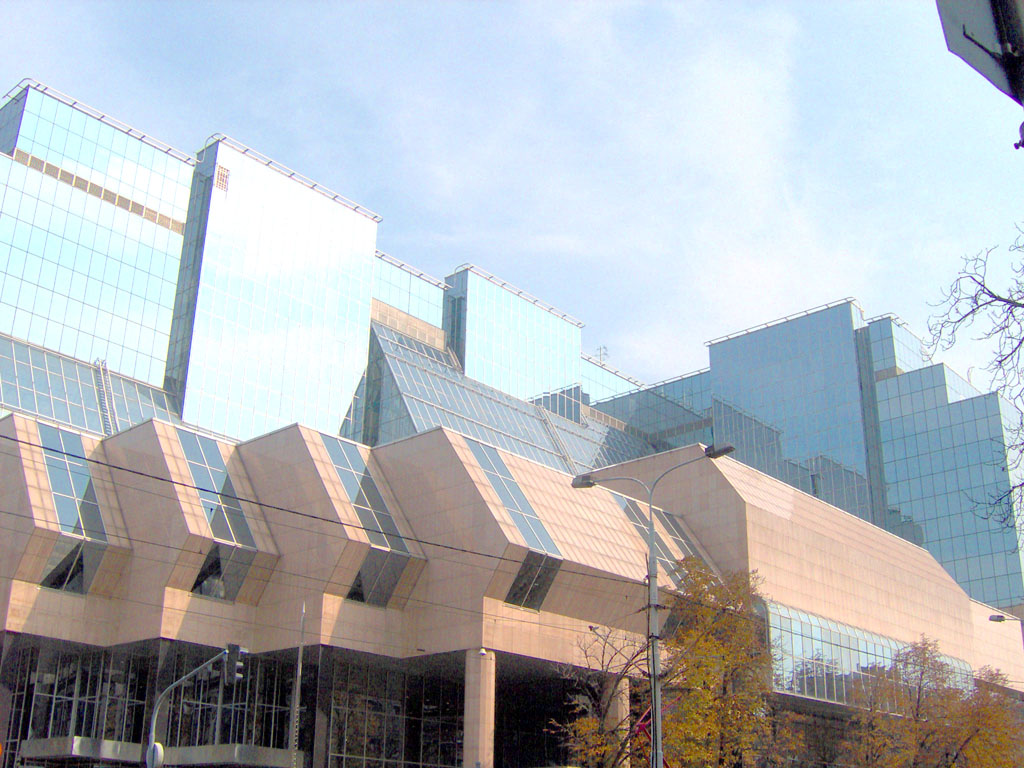
مبنى المصرف المركزي الصربي في بلغراد.

تتمتع بلغراد بأكثر وأعظم اقتصاد منتعش بين المناطق الصربية، وهي مقر المصرف المركزي الصربي. تتخذ عدّة شركات صربية مهمة من بلغراد مقرًا لها، ومنها: شركة طيران جات، شركة صربيا للاتصالات، تيلينور صربيا، شركة ديلتا القابضة، الشركة الصربية لتأمين الكهرباء، مصرف كوميرسيجيلانا، ولكارباص للنقل العام. كذلك هناك عدّة فروع لشركات دولية، مثل: سوسيتيه جنرال، أسوس، إنتل، موتورولا، MTV أدريا، أطعمة كرافت، كارلسبيرغ، مايكروسوفت، OMV، ينيليڤر، شركة تبغ اليابان، پروكتر وگامبل، وكثير غيرها.
تتم جميع عمليات المضاربة، بالإضافة لبيع وشراء العملات الأجنبية والأوراق المالية، في بورصة بلغراد (بالصربية: Beogradska berza)، وتعتبر بلغراد الجديدة مركز المال والأعمال في المدينة. كان للوضع السياسي المتأزم في البلاد، بالإضافة لمرحلة الانتقال الاقتصادي خلال أواسط عقد التسعينيات من القرن العشرين أثر سيئ على بلغراد والبلاد ككل، لا سيما بعد أن فُرضت عليها عقوبات اقتصادية من قبل الدول الكبرى، لعل أبرزها كان حظر الإتجار معها، وكان التضخم المالي قد أهلك اقتصاد المدينة، بعد أن بلغ حدًا لم يُسجل له مثيل في التاريخ المعاصر. استطاعت صربيا تخطي مشكلة التضخم في أوسط العقد سالف الذكر، ومنذ ذلك وبلغراد تشهد نموًا متسارعًا، وقد أظهرت دراسة جرت في عام 2009م، أن أكثر من 40% من الناتج المحلي الإجمالي لصربيا يأتي من المدينة، التي تؤمن العمل لحوالي 31,4% من إجمالي القوة العاملة في البلاد. يصل متوسط صافي الدخل الشهري إلى حوالي 46.500 دينار صربي (505€، 760$). أظهرت دراسة أجرتها المديرية العامة الأوروبية للإحصاءات، أن 53% من سكان بلغراد يقتنون حاسوبًا، ووفقًا لذات الدراسة، تبيّن أن 39.1% من السكان يستخدم خدمة الاتصال بشبكة الإنترنت في منزله؛ وقد تبيّن أن هذه الأرقام أعلى من تلك الخاصة بالعواصم البلقانية الأخرى، مثل صوفيا وبوخارست وأثينا.

## المعالم
| كاتدرائية القديس ساڤا كاتدرائية القديس ساڤا (بالصربية: Hram svetog Save) هي كنيسة أرثوذكسية كبرى تُعتبر أكبر الكاتدرائيات في البلقان وإحدى أكبر الكنائس في العالم، وهي مُكرسة للقديس ساڤا مؤسس الكنيسة الصربية الأرثوذكسية. بُنيت الكاتدرائية على هضبة فراتجار، وهي تظهر للناظر من مختلف مواقع المدينة، مما يجعلها معلمًا هامًا من معالمها. يُطلق على هذه الكنيسة اسم "كاتدرائية" على الرغم من أنها ليست مركزًا لبطريركية الصرب الأرثوذكس، وإنما بسبب حجمها الكبير وأهميتها، حتى أن البلغراديون أنفسهم يسمونها "حرم"، وهو اسم آخر للكنيسة في الأرثوذكسية الشرقية.                                                                           | كاتدرائية القديس ساڤا.        |
| كاتدرائية القديس ميخائيل، رئيس الملائكة تُعتبر هذه الكاتدرائية إحدى أهم أماكن العبادة بصربيا عمومًا، وبالمدينة خصوصًا، ويشير إليها السكان عادة باسم الكاتدرائية فقط. شُرع ببنائها عام 1837م وانتهى العمل عليها سنة 1840م، وذلك بأمر من الأمير ميلوش أوبرينوڤيتش. بُنيت الكاتدرائية وفق الطراز المعماري الكنسي التقليدي، وأضيفت إليها بعض لمسات الباروكيه المتأخرة. تتخذ بطريركية الصرب الأرثوذكس من الكاتدرائية مقرًا لها، وتبرز أهميتها الدينية من ناحية أنها تحوي رفات القديسين الصربيين: الملك أسطفان أوروش الثالث، والأمير المطلق أسطفان شتيلجانوڤيتش، والرؤساء الروحيين للكنيسة وثلاثة من آل أوبرينوڤيتش، إحدى الأسر الحاكمة الصربية. | كاتدرائية القديس ميكائيل.     |
| كنيسة القديس باسيل الأستروغي تقع هذه الكنيسة في ناحية بلغراد الجديدة، وهي أول كنيسة تُبنى في ذاك الموقع من المدينة منذ نهاية الحرب العالمية الثانية. ابتدئ العمل على تشييدها سنة 1996م وانتهى في سنة 2001م. وقد لجأ مصمموها إلى النمط المستدير الذي كان يُستخدم في تشييد دور العبادة المسيحية قديمًا، ودمجوه بتصميمهم الخاص، وهو عبارة عن قاعات جانبية، وبرج طويل. ساهم عدد من المؤمنين بتمويل هذا المشروع، وكان أبرزهم الأشخاص محبي القديس باسيل الأستروغي، والذي يُطلقون عليه اسم "صاحب المعجزات". | كنيسة القديس باسيل الأستروغي. |
| كنيسة القديس مرقس تقع هذه الكنيسة في منتزه طاشمادجان على مقربة من البرلمان الصربي. شُيدت الكنيسة في سنة 1833م وانتهى العمل عليها في عام 1859م، وقد كانت في بداية الأمر مبنىً مستطيلاً بسيطًا، إلى أن أمر الأمير ميلوش أوبرينوڤيتش بتطويرها وتحسين بنائها، واستمر ذلك البناء قائمًا حتى بداية الحرب العالمية الثانية عندما تدمر بفعل القصف الجوي النازي، ولم يُعاد بناءها حتى سنة 1948م. | كنيسة القديس مرقس.            |
| نصب البطل المجهول نصب البطل المجهول (بالصربية: Spomenik Neznanom junaku)، هو نصب تذكاري مخصص لذكرى شهداء البلاد الذين سقطوا خلال الحرب العالمية الأولى، وهو يعود للعهد اليوغوسلاڤي، وقد أمر ببناءه آنذاك الملك إسكندر الأول، وأضاف إليه أسماء شهداء الشعوب الأخرى التي دخلت ضمن الدولة اليوغوسلاڤية. تعتبر الحكومة الصربية هذا المعلم اليوم معلمًا ثقافيًا ذو أهمية استثنائية، وبناءً على هذا فهو محمي بصورة مطلقة. | نصب البطل المجهول.            |
| برج جنيكس يُعرف أيضًا باسم بوابة المدينة الغربية (بالصربية: Zapadna Kapija Beograda)، وهو عبارة عن ناطحة سحاب ذات 35 طابقًا، شُيدت في سنة 1977م وفق النمط البروتاليستي أو الاسمنتي الصافي. يتكون المبنى من برجين يصل بينهما جسر ذو طابقين يعلوه مطعم دوّار. يصل طول المبنى دون احتساب المطعم إلى 115 مترًا، ومع احتسابه يتراوح طوله كاملاً بين 135 و 140 مترًا. يُعتبر ثاني أطول الأبراج في بلغراد وثالثها في أوروبا الشرقية. | برج جنيكس.                    |
| برج أڤالا هو برج مخصص لبث الاتصالات السلكية واللاسلكية، يقع على جبل أڤالا، ويصل ارتفاعه إلى 204.5 أمتار (671 قدمًا). تدمر هذا البرج بفعل قصف قوات حلف شمال الأطلسي لصربيا بتاريخ 29 أبريل سنة 1999م، ولم يتم العمل على إعادة تأهيله حتى تاريخ 21 ديسمبر سنة 2006م، وقد دامت أعمال إعادة البناء قرابة أربع سنوات، وأعيد افتتاح البرج يوم 21 أبريل سنة 2010م. يُعتبر حاليًا أطول مباني صربيا وشبه جزيرة البلقان بأسرها. | برج أڤالا.                    |

## الثقافة

### الموسيقى والفنون الجميلة

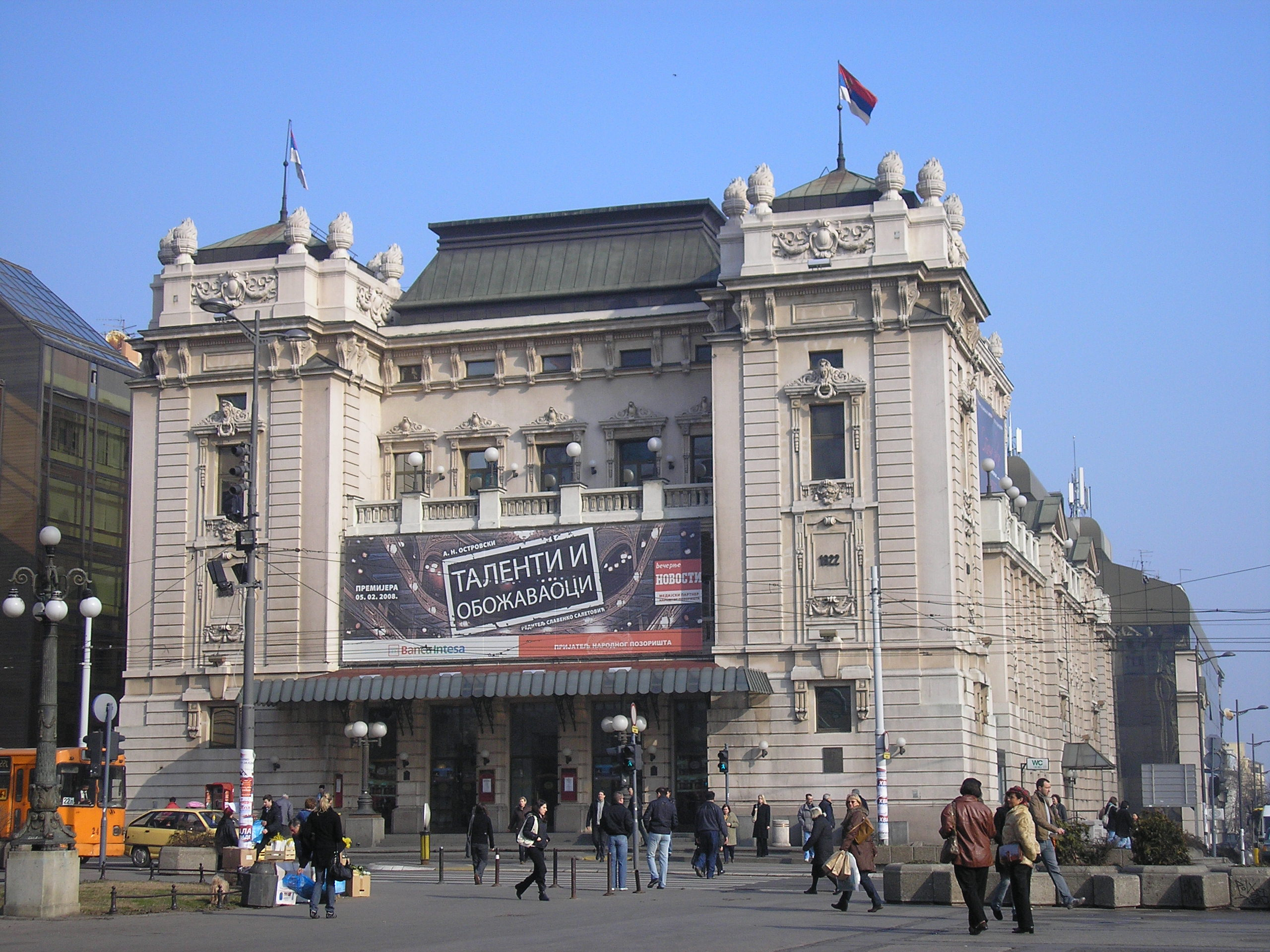
المسرح الوطني في بلغراد.

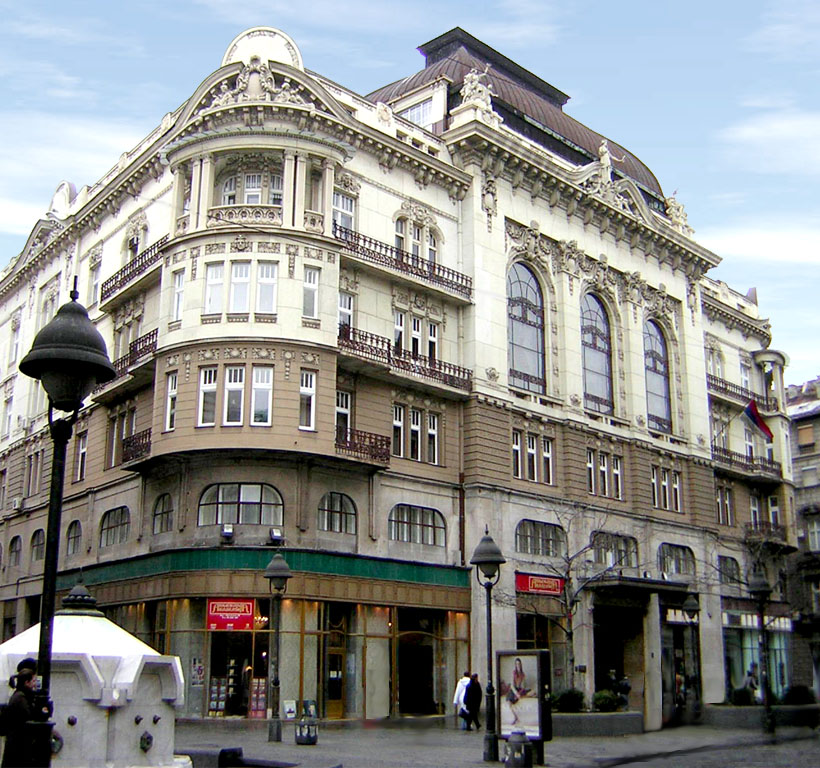
مبنى الأكاديمية الصربية للعلوم والفنون، افتتح في سنة 1922م.

تستضيف بلغراد عدد من المهرجانات الثقافية سنويًا، بما فيها: مهرجان بلغراد السينمائي (FEST)، مهرجان بلغراد المسرحي (BITEF)، مهرجان بلغراد الصيفي (BELEF)، مهرجان بلغراد الموسيقي (BEMUS)، معرض بلغراد للكتاب، ومهرجان بلغراد للجعة. كتب المؤلف الصربي الفائز بجائزة نوبل، إيڤو أندريتش، أكثر رواياته شهرة، ألا وهي «الجسر على نهر درينا» (بالصربية: Na Drini ćuprija) في بلغراد نفسها، ومن الكتّأب البلغراديين الآخرين: برانيسلاڤ نوشيتش، ميلوش سيرجنسكي، بوريسلاڤ پيكتش، ميلوراد پاڤيتش، وميشا سليموڤيتش. تتخذ معظم الاستديوهات السينمائية الصربية من بلغراد مقرًا لها، ومن أشهر الأفلام التي صُورت في المدينة الفيلم الفائز بجائزة السعفة الذهبية (بالفرنسية: Palme d'Or) من عام 1995م، حامل عنوان «تحت الأرض» (بالصربية: Podzemlje)، وهو من إخراج أمير كوستوريتسا.
كانت المدينة إحدى المراكز الأساسية لموسيقى الموجة الجديدة في يوغوسلاڤيا أثناء عقد الثمانينيات من القرن العشرين، وقد خرجت منها عدّة فرق موسيقية تعزف هذا النمط، منها: آيدولي، إيكاترينا ڤاليكا، شارلو آكروبات، وإليكتركتشين أورگازم. ومن فرق الروك البلغرادية الأخرى: ريبليا كوربا، باياگإي إنستركتوري، وپارتي برايكرز. أما اليوم فتعتبر بلغراد على الصعيد الموسيقي قلب الهيپ هوپ الصربي حديث النشأة، وقد خرجت منها عدّة مجموعات تؤدي هذا النمط في عروض مميزة. تأوي بلغراد عدد من المسارح الكبيرة، أبرزها: المسرح الوطني في بلغراد، مسرح تيرازيي، المسرح اليوغوسلاڤي للدراما، مسرح زيڤيزدارا، وغيرها. تتخذ الأكاديمية الصربية للعلوم والفنون من بلغراد مقرًا لها، وكذلك المكتبة الوطنية الصربية، ومن المكتبات العامة الأخرى: مكتبة مدينة بلغراد ومكتبة جامعة بلغردا. كذلك يقع في المدينة دارين للأوبرا هما دار المسرح الوطني ودار مادلينيانوم. استضافت بلغراد مسابقة يوروڤيجن للأغاني لعام 2008م، بعد أن فازت ممثلة صربيا، ماريّا شريفوڤيتش، باللقب في نفس المسابقة عام 2007م.
تقع في بلغراد عدّة مراكز ثقافية أجنبية بما فيها معهد سرڤانتس الإسباني، ومعهد جوته الألماني، والمركز الثقافي الفرنسي، وهذه المؤسسات الثلاث يمكن العثور عليها جميعًا في شارع الأمير ميخائيل بالمدينة (بالصربية: Ulica knez Mihailova). ومن المراكز الثقافية الأخرى في بلغراد: الملتقى الأمريكي، المنتدى الثقافي الأسترالي، المجلس الثقافي البريطاني، معهد كونفوشيوس الصيني، المركز الثقافي الكندي، المؤسسة الهيلينية للثقافة، المعهد الثقافي الإيطالي، المركز الثقافي للجمهورية الإسلامية الإيرانية، المركز الثقافي الأذري، والمركز الروسي للعلوم والثقافة.

### المتاحف

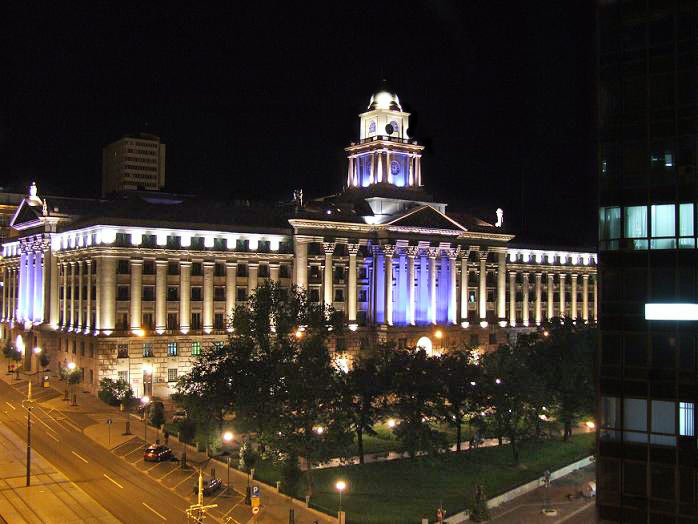
متحف السكة الحديدية في بلغراد.

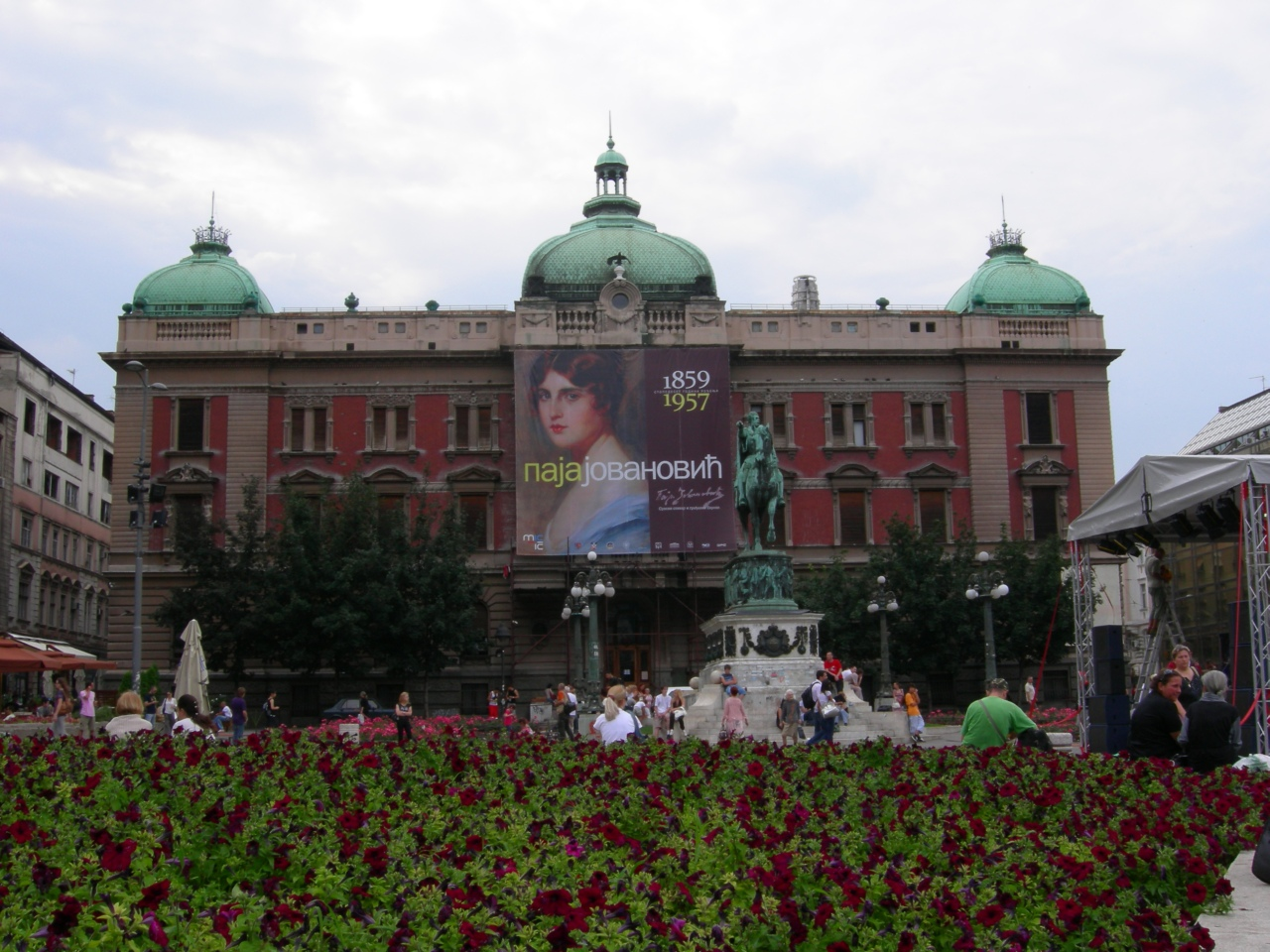
المتحف الوطني الصربي.

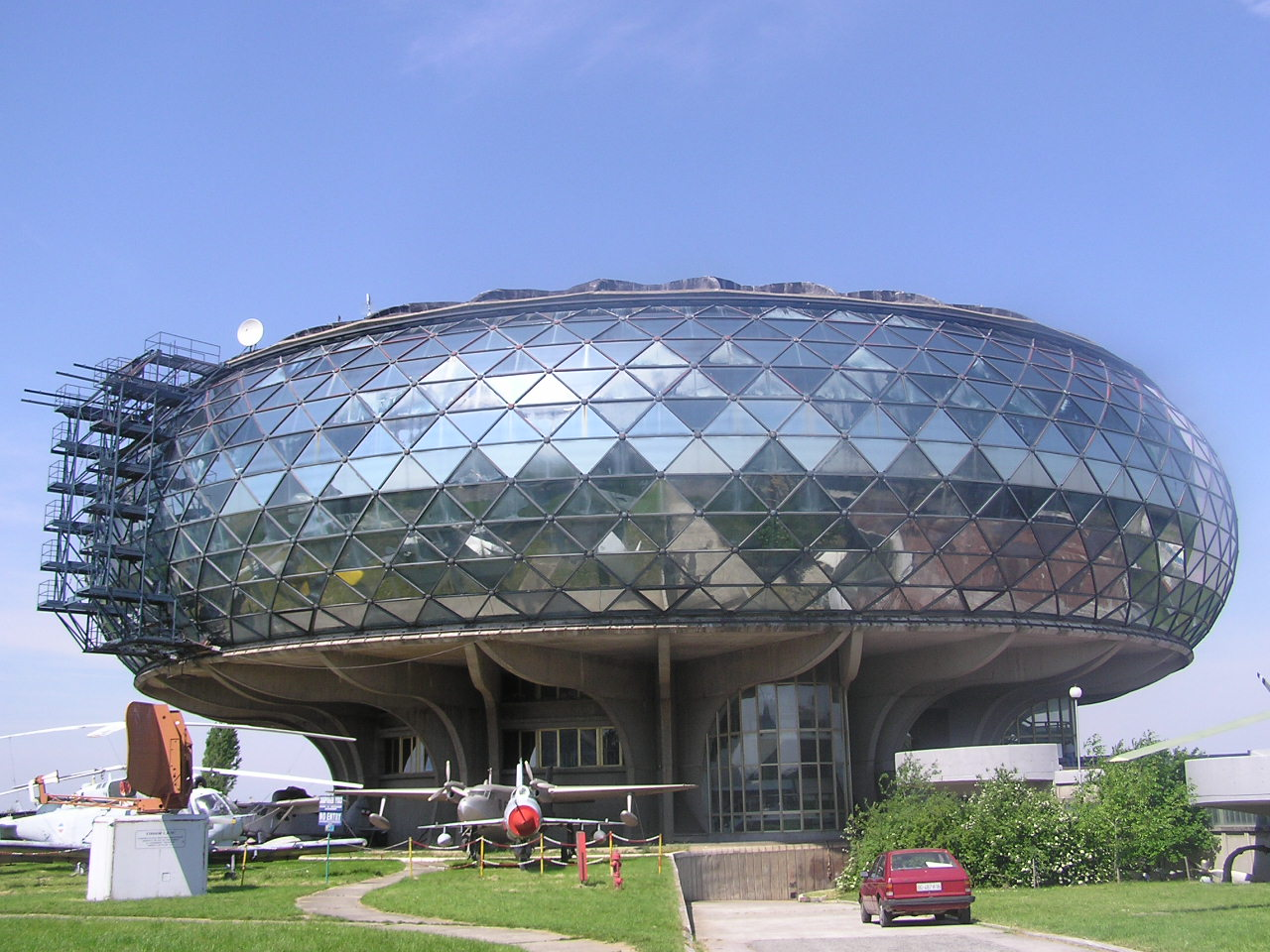
متحف الطيران في بلغراد.

يُعتبر المتحف الوطني الصربي، المؤسّس سنة 1844م، أبرز المتاحف في بلغراد، وهو يحوي ما يزيد عن 5600 لوحة فنية و 8400 مخطوطة، موزعة على عدد كبير من المعارض، وبعض هذه الأعمال الفنية يُعتبر من التحف الباهظة التي لا يوجد لها مثيل، ومنها أناجيل ميروسلاڤ الشهيرة (بالصربية: Miroslavljevo Jevanđelje)، وهي عبارة عن منمنمة مزوقة ومزينة من 362 صفحة، خُطّت على البرشمان، وتُعد أقدم المخطوطات السلاڤية الكنسيّة الباقية حتى اليوم. كذلك هناك المتحف الإثنوغرافي الذي افتتح عام 1901م، وهو يحوي أكثر من 150,000 قطعة حرفية تُبيّن نمط الحياة المدني والريفي في منطقة البلقان بأسرها، وتلك الخاصة بالدول اليوغوسلاڤيّة السابقة خاصةً. أيضًا هناك متحف الفن المعاصر، وهو يحوي قرابة 35,000 عمل فني لعدد من الفنانين، منهم: آندي وارهول، خوان ميرو، إيڤان ميشتروڤيتش، وغيرهم. من المتاحف المميزة الأخرى في بلغراد، المتحف العسكري الذي يُقسم إلى 25,000 معرضًا تحتوي على قطع عسكرية يرجع بعضها إلى العهد الروماني، وبعضها الآخر حديث، مثل بقايا الطائرة العسكرية F-117 التي أسقطها الجيش الصربي أثناء حرب يوغوسلاڤيا. وهناك متحف آخر مماثل للمتحف سالف الذكر، هو متحف الطيران في بلغراد، الذي يحوي ما يزيد عن 200 طائرة، منها 50 نوعًا لا تزال قيد الاستعمال حول العالم، وبعضها الآخر يُعتبر الوحيد من نوعه الباقي، مثل مقاتلة فيات G.50 الإيطالية. يعرض هذا المتحف أيضًا بعض بقايا الطائرات الحربية الأمريكية وتلك التي استخدمتها قوات حلف شمال الأطلسي في حرب يوغوسلاڤيا، وأسقطها الجيش الصربي، ومنها بقايا طائرتيّ F-117 وF-16 المقاتلتين. يعرض متحف نقولا تيسلا، المؤسّس سنة 1952م، المقتنيات الخاصة بالمخترع نقولا تيسلا، مبتكر وحدة التيسلا المستخدمة في دراسات الحقل المغناطيسي، وفيه أيضًا حوالي 160,000 وثيقة أصليّة تعود إلى هذا الرجل، و 5,700 مقتنية أخرى. يُعتبر متحف ڤوك ودوسيتاي آخر المتاحف المهمة في المدينة، وهو يعرض معلومات عن حياة وأعمال وإرث كل من ڤوك أسطفانوڤيتش كاراديتش ودوسيتاي أوربانوڤيتش، محدّث الأدب الصربي من القرن التاسع عشر وأوّل وزير صربي للتربية والتعليم، على التوالي. تأوي بلغراد أيضًا متحف الفنون الأفريقية الذي تأسس سنة 1977م، ويحوي مجموعة فنية كبيرة من أفريقيا الغربية.
يُعتبر الأرشيف السينمائي اليوغوسلاڤي في بلغراد أكبر أرشيف من نوعه في البلقان والعاشر كبرًا في العالم، إذ يحوي قرابة 95,000 نسخة من الأفلام السينمائية المحلية والعالمية، وهذه المؤسسة تدير متحف الأرشيف السينمائي اليوغوسلاڤي، الذي يحوي دارًا لعرض الأفلام وقاعة معرض سينمائي. كان هذا الأرشيف يُعاني من كثرة اللفائف المحفوظة فيه والتي فاقت قدرة المستودع الأصلي على الاستيعاب، وقد حُلّت هذه المشكلة في عام 2007م، عندما افتتح مستودعًا جديدًا ذو مقومات معاصرة، مما خفف الضغط على المستودع الأصلي، وأصبح حفظ لفائف الأفلام أكثر تنظيمًا وتنسيقًا.

### العمارة

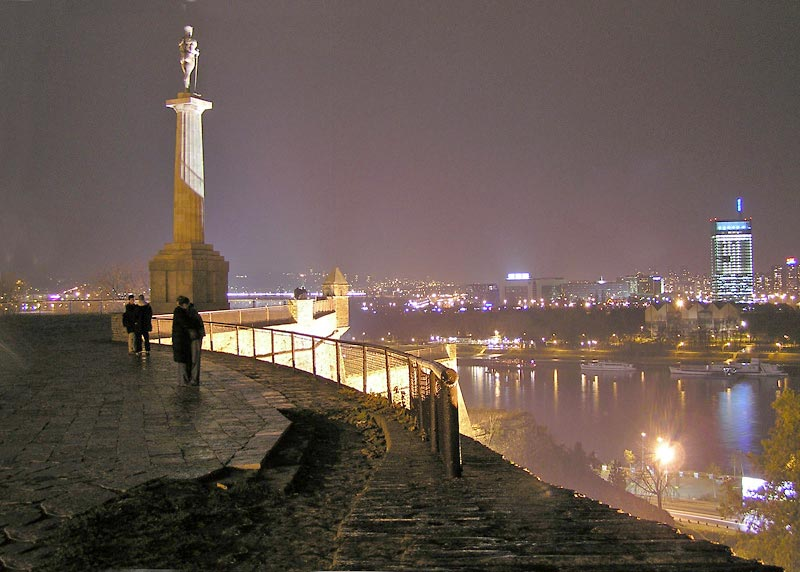
منظر شامل لبلغراد الجديدة المبنية وفق الأنماط المعمارية الحديثة.

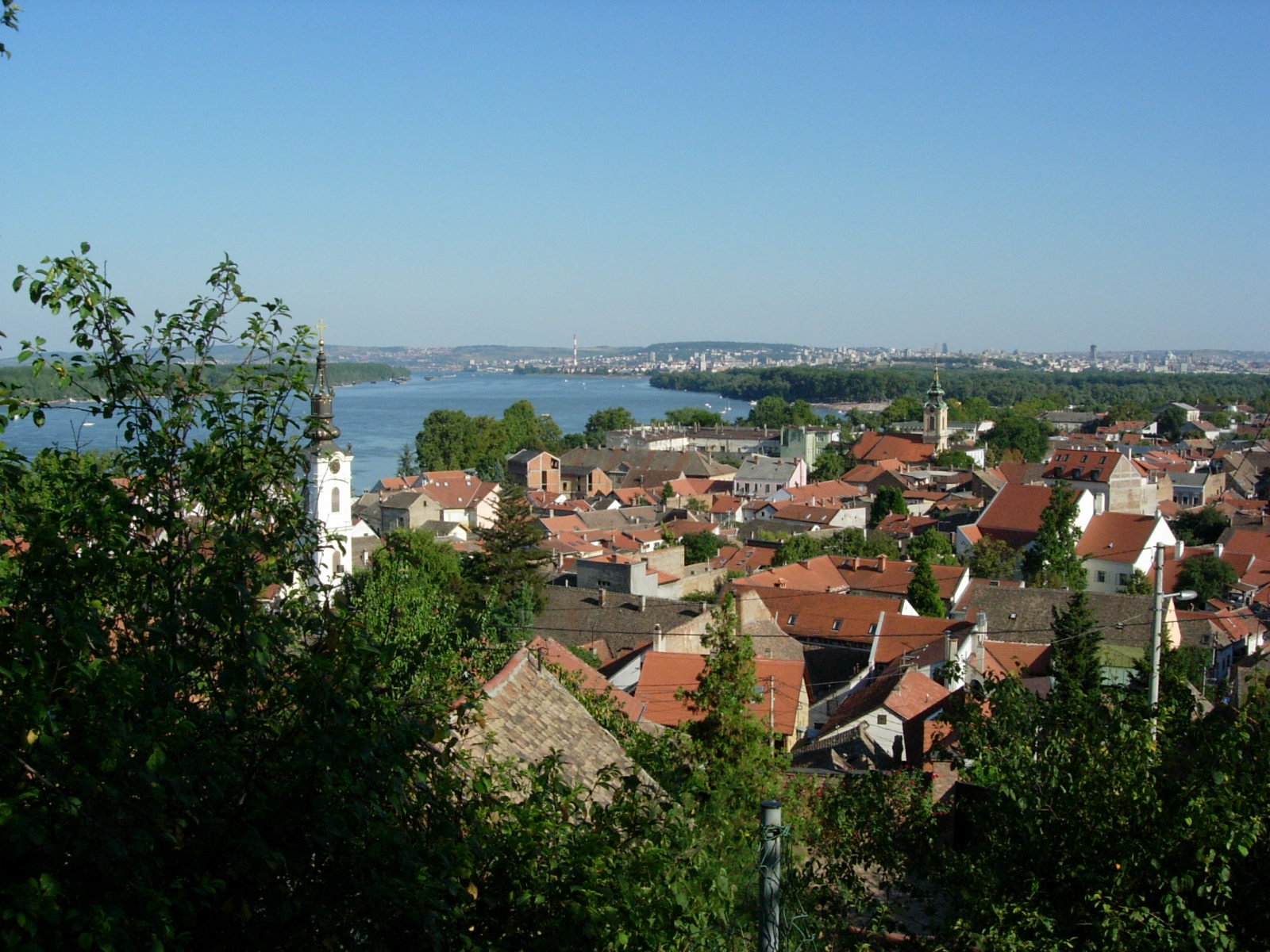
زيمون في شمال بلغراد، لاحظ النمط المعماري المميز للبيوت فيها.

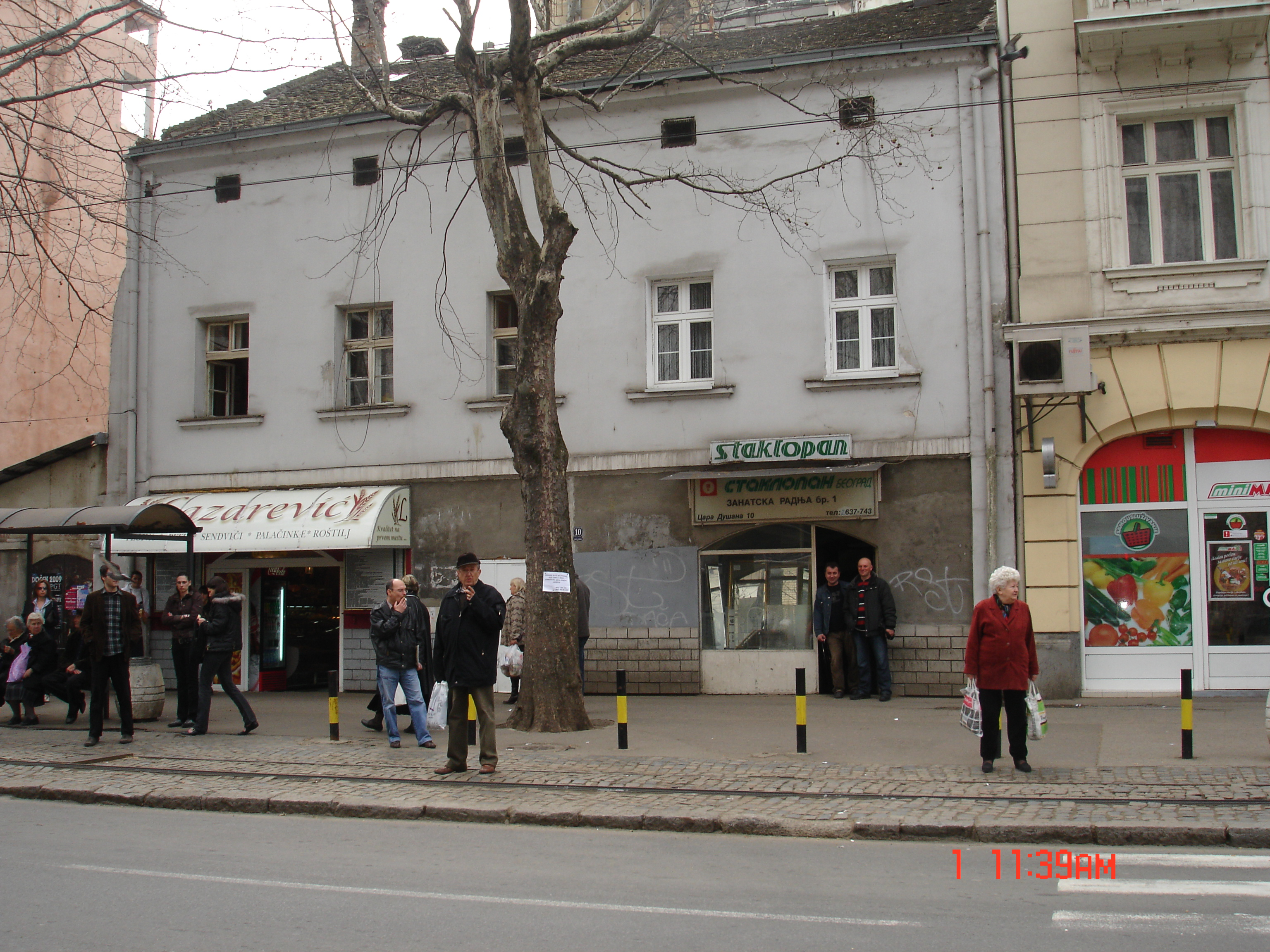
أقدم منزل في بلغراد.

تتميز العمارة في بلغراد باختلاف أنماطها وتنوّع أشكالها بطريقة ملحوظة، فوسط ناحية زيمون في القسم الشمالي من المدينة، مبني وفق النمط المعماري النمطي لأوروبا الوسطى، حيث تسود البيوت القرميدية والشوارع الضيقة، بينما بلغراد الجديدة مشيدة وفق الأنماط المعمارية الحديثة، فتنتشر فيها الأبنية الاسمنتية الشاهقة ذات الواجهات الزجاجية، والشوارع الفسيحة. تبقى قلعة مكدان هي أقدم مباني المدينة، وهي تقع اليوم ضمن حدود المنتزه حامل نفس الاسم، أما خارج حدود المنتزه فإن أقدم المباني تعود للقرن الثامن عشر، وسبب الحداثة النسبية لهذه المنشآت هو تعرّض بلغراد المستمر للدمار والخراب بسبب الحروب التي نشبت على الأراضي الصربية خلال العصور. أقدم المنشآت العامة في بلغراد هي قبر علي باشا فاتح بلاد المورة القائم داخل منتزه مكدان حاليًا، أما أقدم البيوت فيها فهو منزل متواضع مصنوع من الطين يقع في حي دورتشول، ويعود للقرن الثامن عشر. أخذ النمط المعماري الغربي يشق طريقه إلى المدينة خلال القرن التاسع عشر، فتحولت بلغردا بشكل تدريجي من مدينة ذات طابع شرقي إلى مدينة غربيّة الملامح، حيث شُيدت فيها مبان وفق النمط التقليدي الحديث، والرومانسي، والأكاديمي. تولّى المعماريون الصرب المشاريع العمرانية في المدينة خلال أواخر القرن التاسع عشر، بعد أن كان يُمسكها أجانب، فقاموا ببناء عدد من المعالم أبرزها: المسرح الوطني، القصر العتيق، كاتدرائية القديس ميخائيل، وأضافوا إليها في أوائل القرن العشرين مبنى الجمعية الوطنية في صربيا والمتحف الوطني، وفقًا لنمط الفن الحديث. يُلاحظ وجود بضعة سمات من النمط المعماري البيزنطي الحديث في بعض المباني المعاصرة بالمدينة، مثل مبنى مؤسسة ڤوك، ومكتب البريد القديم في شارع كوسوڤسكا، وكذلك النمط العجزي، كما في كنيسة القديس مرقس وكاتدرائية القديس ساڤا.

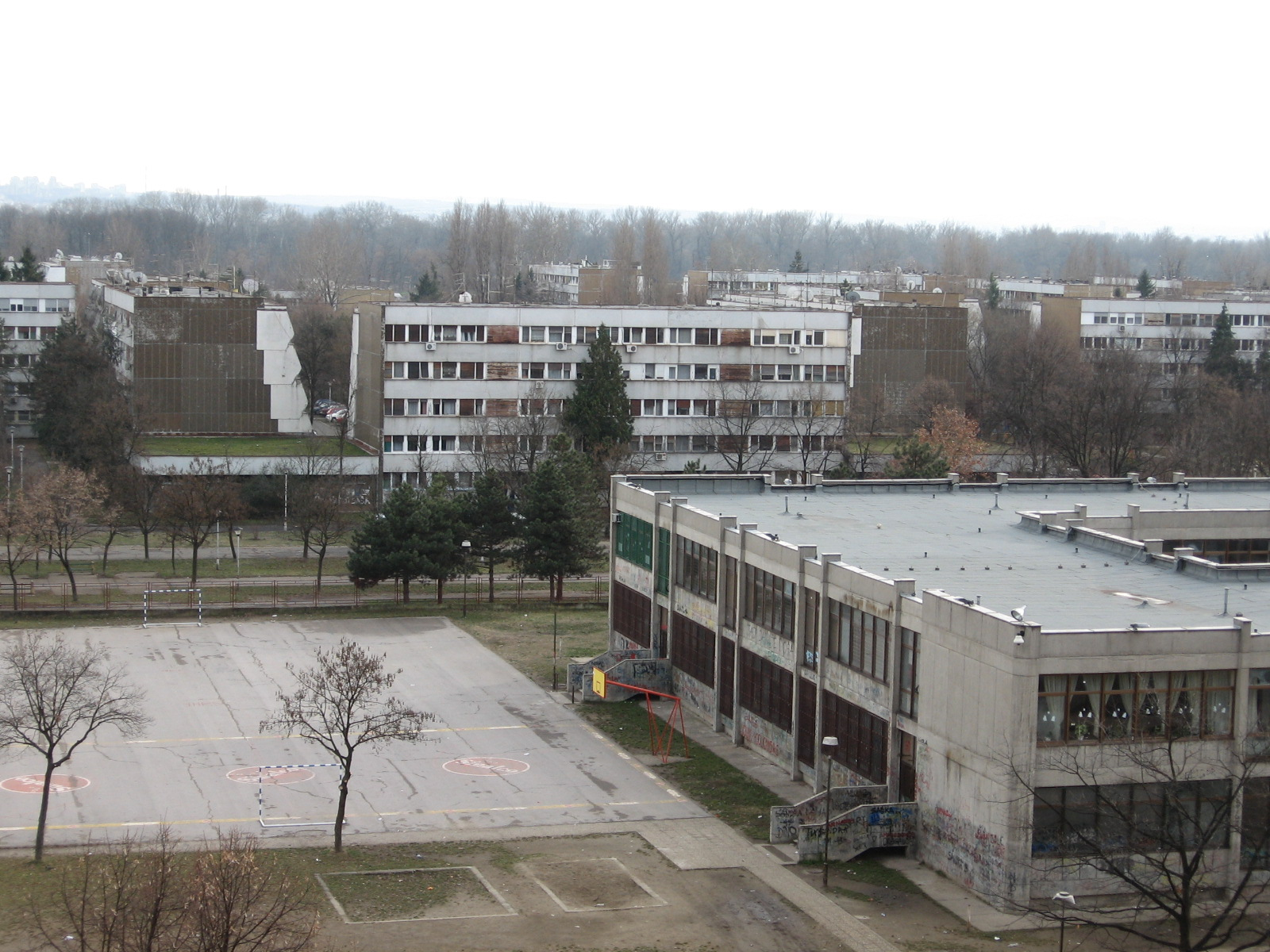
المجمّع رقم 45: مجموعة مبان سكنية ومدرسة ابتدائية مُشيدة وفق النمط الإسمنتي الصافي، وتعود للعهد الشيوعي.

خلال العهد الشيوعي، بُنيت معظم المنازل سريعًا وبأدنى التكاليف، وذلك لاستيعاب التدفق البشري الهائل من الأرياف بعد نهاية الحرب العالمية الثانية، الأمر الذي نجم عنه ظهور النمط المعماري البروتاليستي أو الاسمنتي الصافي، فشُيدت به مجمعات سكنية عديدة في بلغراد الجديدة، وكانت تلك بداية ظهور ما يُسمى بالواقعية الاشتراكية في بلغراد، التي كان ثمرتها ظهور مبان فريدة مثل مبنى قاعة الاتحاد التجاري. استمرت هذه الأنماط المعمارية سائدة لفترة قصيرة من الزمن، ففي أواسط عقد الخمسينيات من القرن العشرين، أخذت أنماط الحداثة تُستبدل بها، والتي ما تزال تسيطر على أغلب المنشآت العمرانية البلغرادية.

### السياحة

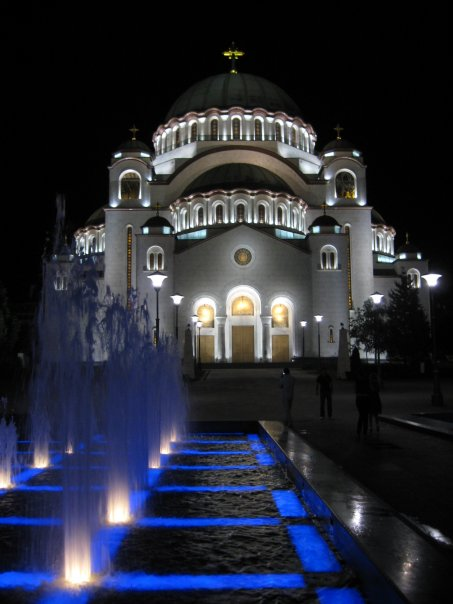
كاتدرائية القديس ساڤا ليلاً.

تلعب المناطق والمباني الأثرية في بلغراد دور الجاذب السياحي الأول بالنسبة للأجانب، ومنها: شارع إسكدارليا، المتحف والمسرح الوطنيين، ساحة نقولا پاسيتش وساحتيّ «الموازين» و«التلاميذ»، بالإضافة لقلعة مكدان، وشارع الأمير ميخائيل، والبرلمان، وكاتدرائية القديس ساڤا، والقصر العتيق. أضف إلى هذا، تلعب المنتزهات والنصب التذكارية والمقاهي والمطاعم على جانبيّ النهر، كما المحال التجارية، دورًا هامًا في استقطاب السوّاح. يقدم نصب البطل المجهول على قمة جبل أڤالا الفرصة للسائح لينعم برؤية المدينة رؤية شاملة، وهناك عدد من المنتزهات التي تستقطب السوّاح من الدول اليوغوسلاڤية السابقة خصوصًا، مثل ضريح الرئيس جوزيف بروز تيتو، المعروف باسم منزل الزهور (بالصربية: Kuća cveća)، ومنتزهي توپتشيدر وكوشوتنياك.

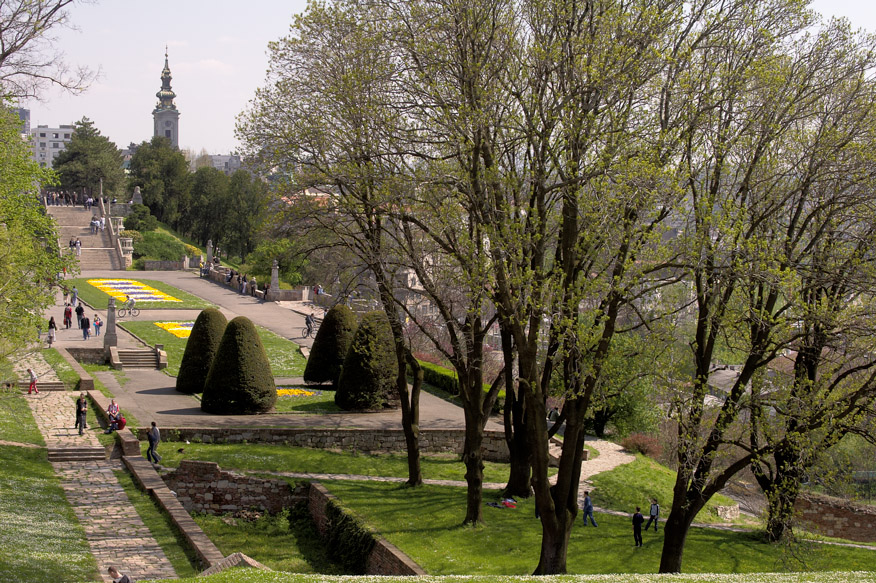
منتزه قلعة مكدان.

فتحت الحكومة الصربية أبواب «القصر الأبيض»، وهو قصر أسرة قراجورجڤيتش الحاكمة، للسوّاح كي يدخلوه ويشاهدوا التحف الفنية الثمينة المحفوظة به، بما فيها أعمال لرمبرانت، ونقولا پوسان، وفرانز خافيير ڤينترهالتر، وذلك بعد أن أُدرج القصر على لائحة الأماكن الأثرية في المدينة والبلاد ككل.
كانت جزيرة «آده تسيگانليا» جزيرةً سابقة في نهر الساڤا، شكّلت أكبر المنتجعات الترفيهية والرياضية بالنسبة لسكان المدينة، أما اليوم فقد تم وصلها بالضفة اليمنى من النهر عبر جسرين، مما خلق بحيرة اصطناعية، لكنها ما زالت تعتبر المقصد الأساسي للبلغراديين خلال أيام الصيف الحارة. يصل طول شواطئ هذه الجزيرة إلى 7 كيلومترات، ومنها أقسام مخصصة لممارسة ضروب مختلفة من الرياضة، بما فيها: الغولف، كرة القدم، كرة السلة، الكرة الطائرة، الرغبي، كرة القاعدة، وكرة المضرب. يتراوح عدد المستجمين اليوميين خلال الصيف بين 200,000 و 300,000 مستجم، وأثناء هذ الفترة من الزمن تستمر الأندية الليلية بالعمل 24 ساعة يوميًا، وتنظم العديد من الحفلات الموسيقية والشاطئية الليلية.

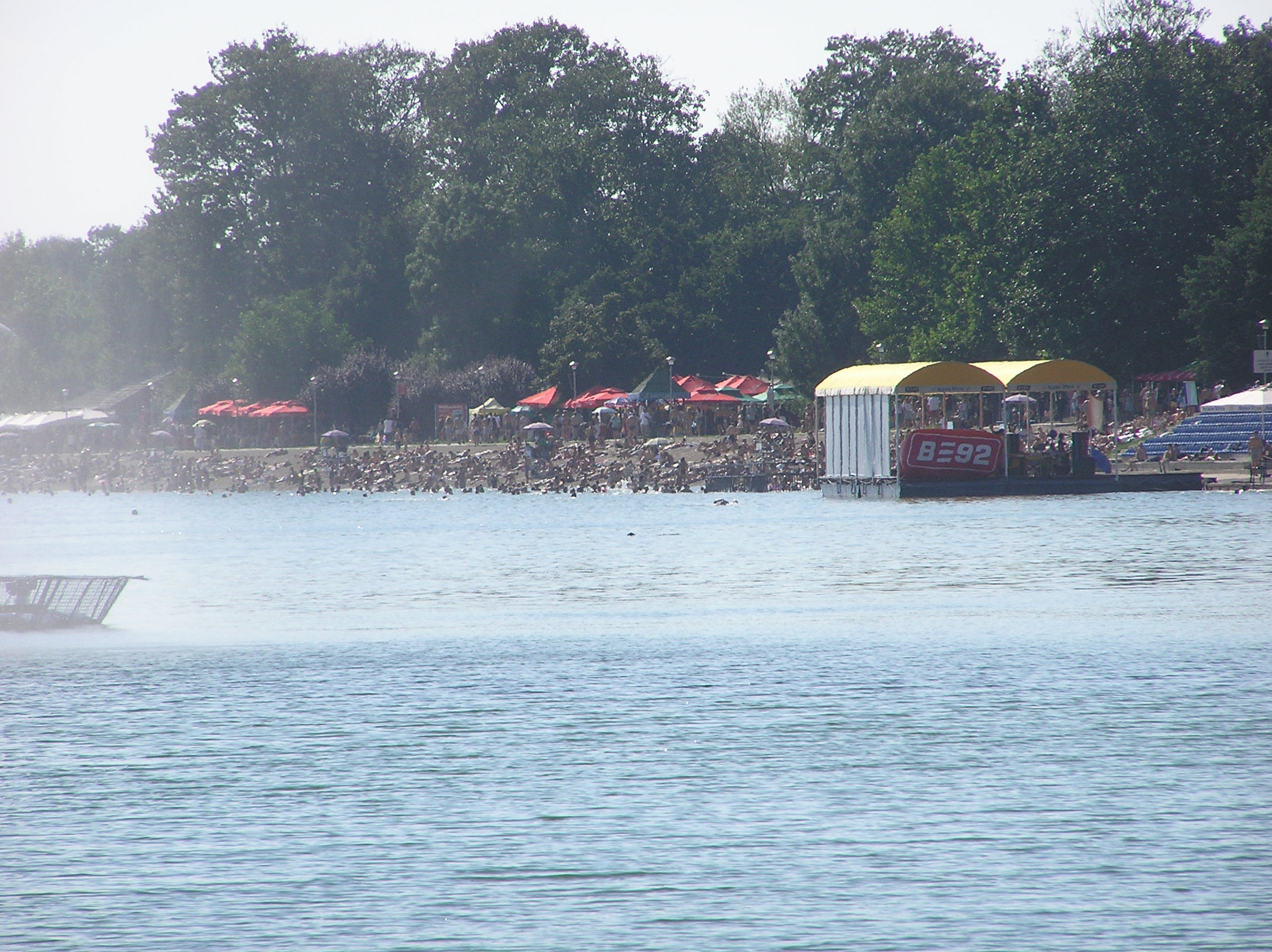
إحدى شواطئ جزيرة "آده تسيگانليا".

يمكن للسوّاح أيضًا ممارسة بعض أنواع الرياضة القصوى على الجزيرة، من شاكلة: القفز المرتفع، التزلج على الماء، وكرة الطلاء. كذلك هناك عدّة دروب مخصصة لقيادة الدرّاجات الهوائية أو الهرولة والمشي. في بلغراد 16 جزيرة نهرية أخرى غير تلك سالفة الذكر، وكثير منها لا يزال غير مستغل، ومن ضمن هذه الجزر، تعتبر جزيرة الحرب العظمى واحة أمان بالنسبة للحياة البرية، وأبرزها الطيور، لذلك فقد أعلنتها حكومة المدينة، إلى جانب جزيرة الحرب الصغرى، محمية طبيعية.

### الحياة الليلية
يسود صيت عن الحياة الليلية في بلغراد مفاده أنها نابضة بالحياة، حيث تستمر عدّة حانات ونوادي ليلية مفتوحة للعموم حتى ساعات الفجر الأولى، ومن أبرز معالم الحياة الليلية في بلغراد، الزوارق والمراكب النهرية المنتشرة على طول ضفاف نهريّ الساڤا والدانوب.
يُفضل عدد من الزائرين الأسبوعيين، وبشكل خاص أولئك القادمين من البوسنة والهرسك وكرواتيا وسلوڤانيا، قضاء عطلتهم الأسبوعية في بلغراد والاستمتاع بحياتها الليلية عوض تلك الخاصة بمدنهم الأم، ويعود ذلك لعدّة أسباب، منها شهرة الملاهي الليلية والحانات البلغرادية، وأسعار المشروبات الأخفض، وعدم وجود حاجز لغوي يُذكر بينهم وبين الصرب، وانخفاض نسبة القيود القانونية المفروضة على الحفلات.
من النوادي الليلية الشهيرة بالمدينة، نادي «أكاديمية» ونادي KST الواقع في مستودع كلية الهندسة الكهربائية في جامعة بلغراد، كذلك هناك المركز الثقافي الطلاّبي الواقع مقابل برج «قصر بلغراد»، إحدى المعالم المميزة في المدينة، والذي تُعرض فيه الحفلات الموسيقية الخاصة بفرق محليّة وعالمية، ويُستخدم هذا المركز أيضًا لعرض أعمال فنية مختلفة، وإجراء حوارات ومناقشات بين أطراف متعددة.

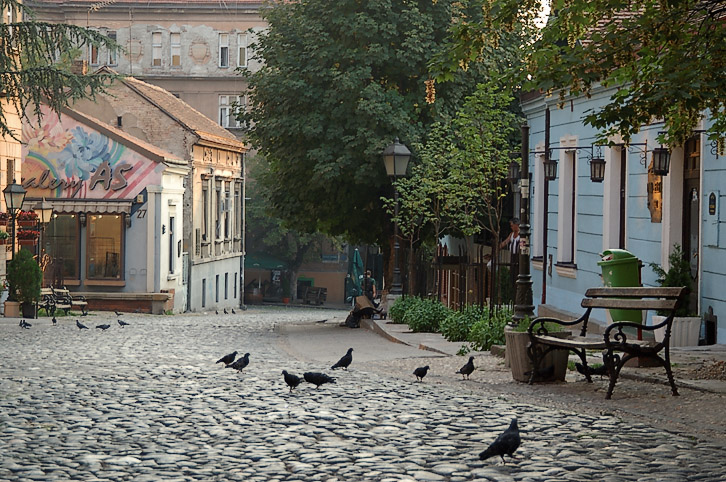
شارع إسكدارليا، أقدم الحارات البوهيمية في المدينة.

تُقدّم بلغراد للسائحين أيضًا فرصة اختبار نمط الحياة الليلية التقليدية في الحانات القديمة حيث تُعزف موسيقى تقليدية تُعرف باسم «موسيقى البلدة القديمة» (بالصربية: Starogradska muzika)، وهي في واقع الأمر الموسيقى الفلكلورية للمناطق الريفية الواقعة شمال المدينة. وهذه الأماكن شائعة بشكل ملحوظ في شارع إسكدارليا، وهو أقدم الحارات البوهيمية في بلغراد، وأغلب روّاده من الفنانين والشعراء الذين ما زالوا يتوافدون على مقاهيه وحاناته منذ القرن التاسع عشر وحتى اليوم. يُعرف وسط شارع إسكدارليا باسم شارع إسكدار، وهذه المنطقة ومحيطها تتميز بأفضل المطاعم التقليدية في بلغراد وأقدمها، والتي تعود أيضًا لأواخر القرن التاسع عشر وأوائل القرن العشرين، وفيها أيضًا أقدم مصنع جعة يعود تأسيسه للنصف الأول من القرن التاسع عشر.
أفادت صحيفة الأزمان (بالإنگليزية: The Times) البريطانية، أن أفضل حياة ليلية في أوروبا هي تلك الخاصة ببلغراد، ووفقًا لدليل لونلي پلانيت السياحي لعام 2009م، والذي تحتدث عن أفضل 1000 تجربة سياحية في ذلك العام، فقد احتلت بلغراد المركز الأول بين 10 مدن أخرى معروفة بحياتها الليليلة الصاخبة.

### الرياضة

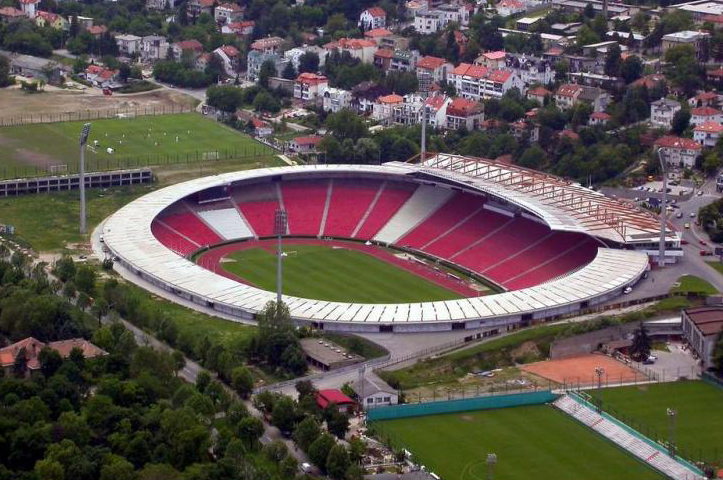
استاد النجم الأحمر.

يصل عدد المنشآت الرياضية في بلغراد إلى حوالي ألف منشأة، وكثير منها قادر على استضافة جميع مستويات الأحداث الرياضية، أي سواء كانت أحداثًا بارزة أو ليست ذات شأن. استضافت بلغراد مؤخرًا عدد من الأحداث الرياضية المهمة، بما فيها مسابقة بطولة كرة السلة الأوروبية لعام 2005، بطولة أوروبا في الكرة الطائرة للرجال لعام 2005، بطولة أوروبا للپولو لعام 2006، والمهرجان الأوروبي الأولمبي للشباب لعام 2007. استضافت بلغراد أيضًا دورة الألعاب الجامعية الصيفية العالمية في سنة 2009م، وقد اختيرت من بين مدينتين أخرى تين هما مونتيري وپوزنان.
رُشحت المدينة لاستضافة دورة الألعاب الأولمبية الصيفية مرتين، لكنها فشلت في كل منهما: المرة الأولى كانت مع دورة سنة 1992 عندما خسرت لصالح برشلونة، أما المرة الثانية فكانت في دورة سنة 1996 عندما أقصيت لصالح مدينة أتلانتا.

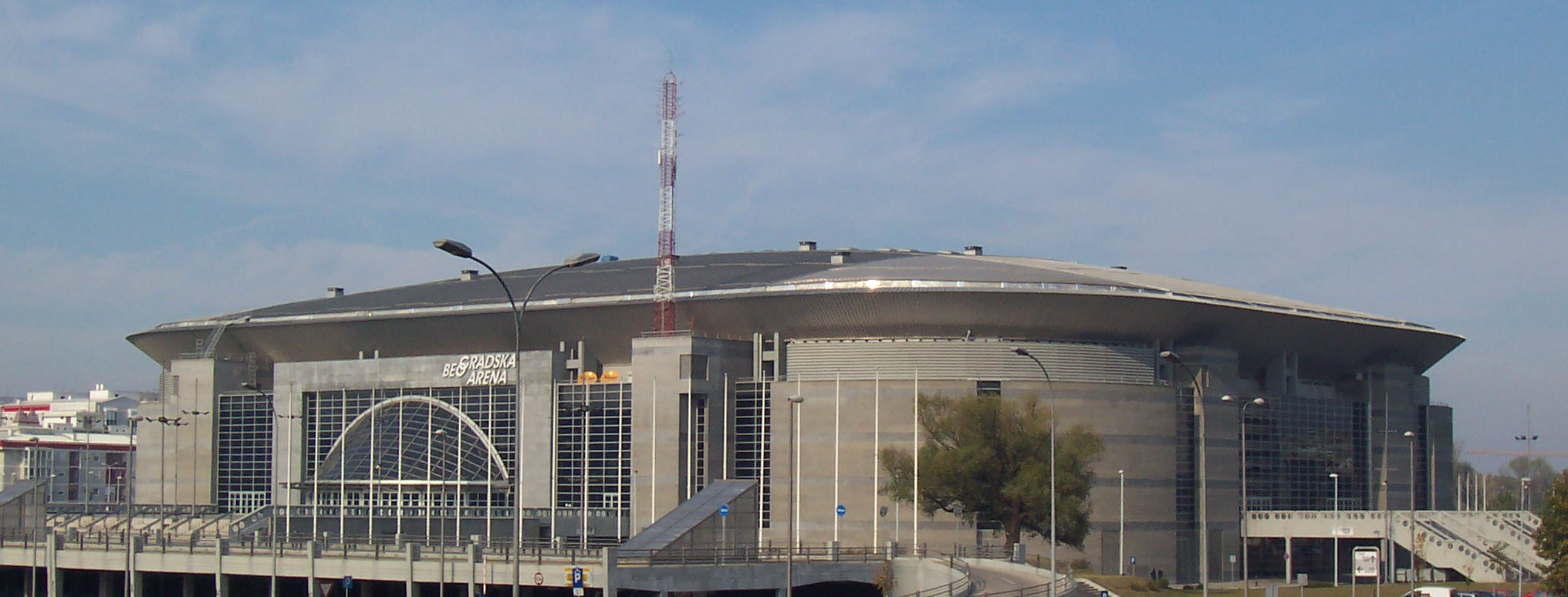
حلبة بلغراد.

يتخذ أكبر ناديا كرة قدم في صربيا من بلغراد مقرًا، وهما نادي النجم الأحمر بلغراد، الذي فاز بكأس دوري أبطال أوروبا لعام 1991م، ونادي پارتيزان، كذلك يُعتبر ملعبا هذان الفريقان: استاد النجم الأحمر واستاد پارتيزان، أكبر ملاعب المدينة. تعتبر المنافسة بين هذين الفريقين إحدى أشهر الدربيات في أوروبا، وأصبح يُطلق عليها اسم «الدربي الأبدي». تُستخدم حلبة بلغراد في عرض جميع المباريات الرياضية الكروية غير كرة القدم، مثل كرة السلة والكرة الطائرة ومباريات كأس ديڤيز لكرة المضرب، وفي شهر مايو من عام 2008م، استضافت مسابقة يوروڤيجن للأغاني. أيضًا هناك مركز طاشميدان الرياضي الذي تُقام فيه مسابقات السباحة ومباريات كرة الماء.
خرج من بلغراد خلال السنوات القليلة الماضية عدد من لاعبي كرة المضرب البارزين على المستوى العالمي، ومنهم: حنة (آنا) إيڤانوڤيتش، إيلينا يانكوڤيتش، ونوڤاك دوكوڤيتش، وقد كانت الأولى والأخير أول صربية وصربي يفوزان بكأس البطولات الكبرى لكرة المضرب عن الفئة الفردية. كذلك كان الفريق الوطني الصربي قد فاز بكأس ديڤيز عام 2010م بعد أن تغلّب على الفريق الفرنسي في المباراة النهائية التي قامت في حلبة بلغراد.

### الإعلام

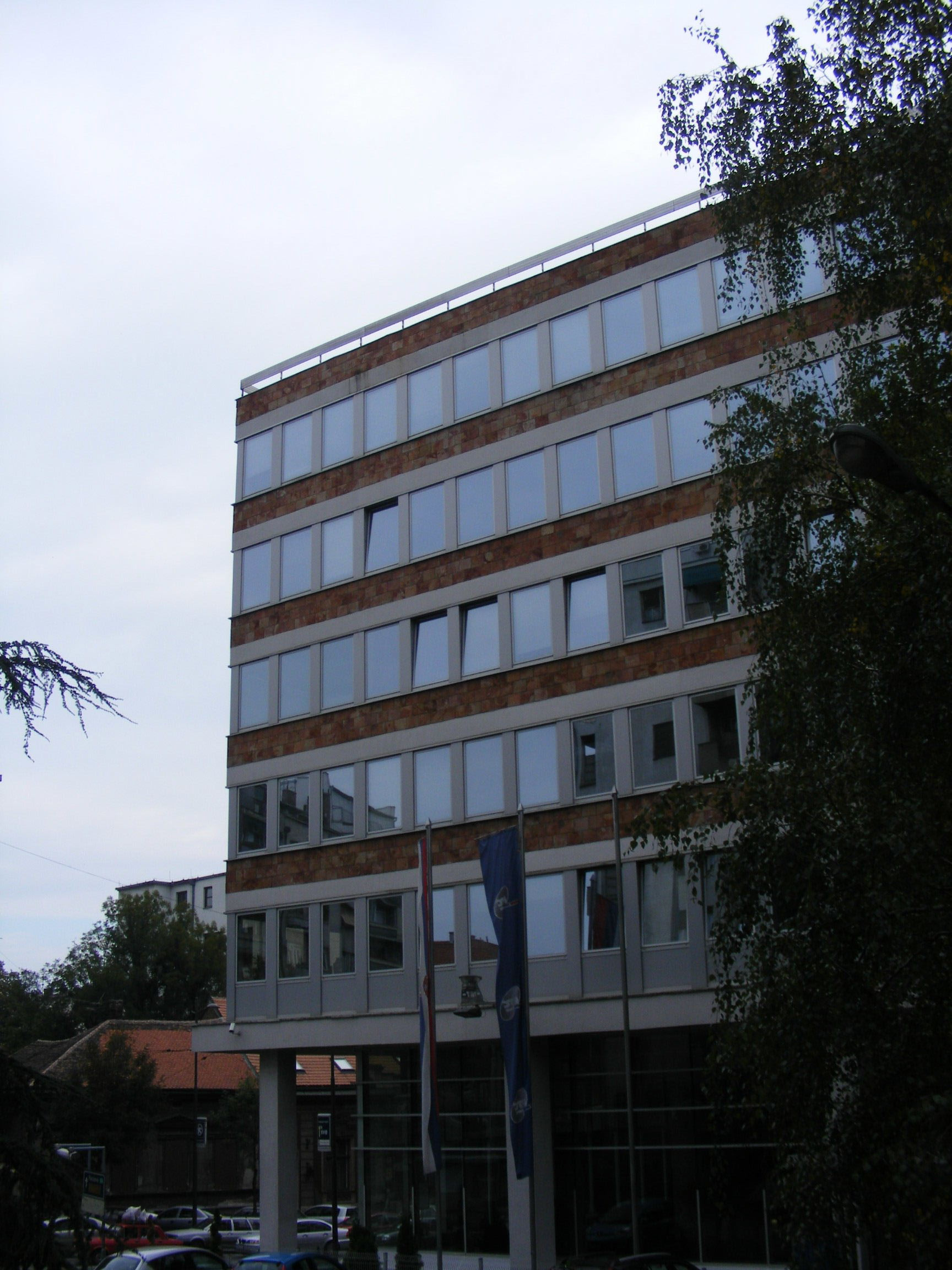
مبنى الهيئة الوطنية للإذاعة والتلفاز في بلغراد.

تُعد بلغراد أهم محاور الإعلام في صربيا، فهي مركز الهيئة الوطنية للإذاعة والتلفاز المملوكة من قبل الدولة، وفيها عدد آخر من المحطات الإذاعية والتلفازيّة الخاصة، أبرزها القناة التجارية متعددة الجنسيات "RTV Pink"، التي تبث عدد من البرامج الترفيهية المشهورة، وشركة B92 التي تملك محطة تلفازيّة وإذاعية خاصة بها، بالإضافة لبضعة دور نشر، وموقعًا إلكترونيًا يُعتبر أكثر المواقع مشاهدةً على شبكة الإنترنت في صربيا. من القنوات التلفازية البلغرادية الأخرى: قناة فوكس، قناة آڤالا، وقناة كوشاڤا، وغيرها من القنوات التي يغطي بثها منطقة بلغراد الكبرى فقط، مثل قناة استديو B. كذلك هناك عدد من القنوات المختصة ببث نوع معين فقط من البرامج، مثل قناة SOS للرياضة، وقناة ميتروپولس للموسيقى، وقناة الفن، وقناة السينما، وقناة "Happy TV" لبرامج الأطفال.
تشتمل قائمة الصحف عالية التداول في بلغراد على: صحيفة السياسة (بالصربية: Politika)، بليتس (Blic)، صحيفة أخبار المساء (بالصربية: Večernje novosti)، صحيفة كورير (kurir)، وصحيفة داناس (danas). وهناك صحيفتين رياضيتين تُنشران يوميًا هما: الصحيفة الرياضية (بالصربية: Sportski žurnal)، وصحيفة «رياضة» (sport). كما أن هناك صحيفة اقتصادية واحدة، وأخرى مجانية هي صحيفة «24 ساعة» (24 sata).

## التعليم

### التعليم العالي

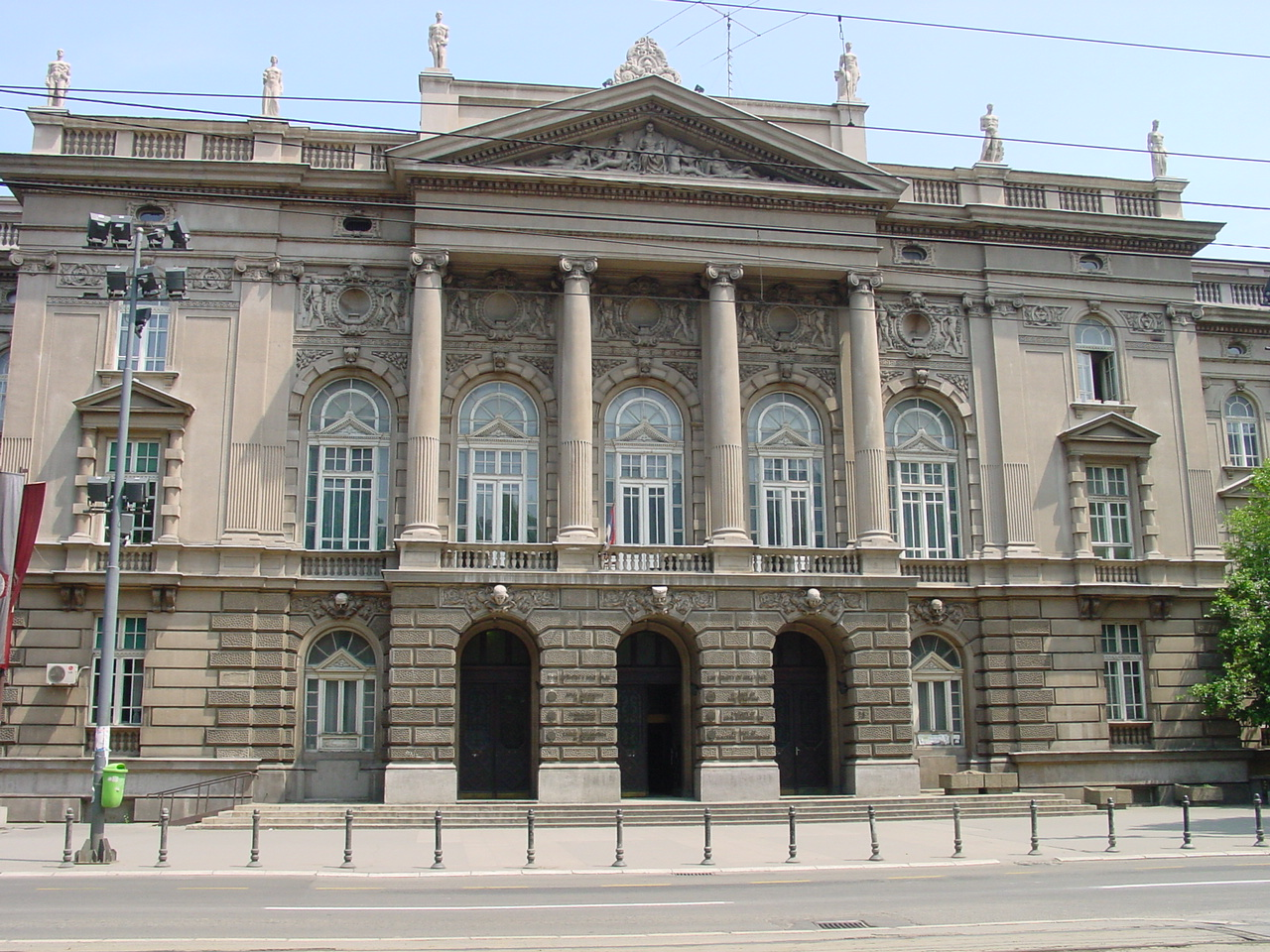
كليّة العمارة والهندسة المدنية في جامعة بلغراد.

في بلغراد جامعتين حكوميتين وعدد من مؤسسات التعليم العالي الخاصة، ومن بين هذه، تعتبر جامعة بلغراد (بالصربية: Univerzitet u Beogradu) المتأسسة سنة 1808م تحت اسم «المدرسة الكبرى»، أقدم مؤسسات التعليم العالي في صربيا ومنطقة البلقان بأسرها، وهي تُعد عنصرًا أساسيًا في واجهة المدينة ومنظرها الثقافي والحضاري، بما أنها نشأت وتطورت بالتزامن مع نشوء بلغراد الحديثة خلال القرن التاسع عشر، كذلك فإنها تعتبر إحدى أكبر الجامعات في أوروبا، حيث يصل عدد الطلاب المسجلين فيها إلى نحو 90,000 طالب.

### التعليم الأساسي
في بلغراد أيضًا 195 مدرسة ابتدائية، و 85 مدرسة ثانوية. تُقسم المدارس الابتدائية في المدينة إلى بضعة فئات، فمنها 162 مدرسة عاديّة، و 14 مدرسة لذوي الاحتياجات الخاصة، و 15 مدرسة للفنون، و 4 مدارس للبالغين. أما المدارس الثانوية فتُقسم بدورها إلى 51 مدرسة مهنيّة، و 21 مدرسة رياضية، و 8 مدارس للفنون، و 5 مدارس لذوي الاحتياجات الخاصة. يصل عدد مريدوا التلاميذ إلى 230,000 مريدًا يتبعون 22,000 موظفًا موزعين على أكثر من 500 مبنى، تغطي حوالي 1,100,000 م².

## النقل والمواصلات

### النقل البري

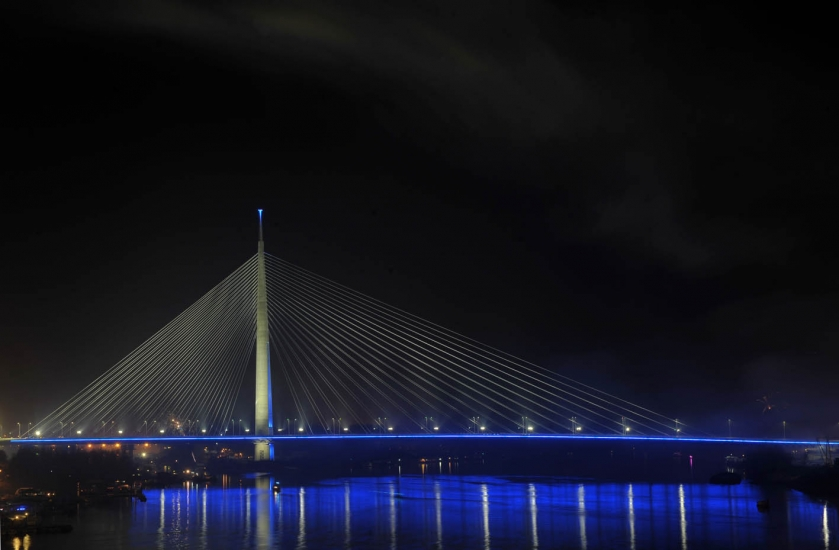
الجسر المعلق الجديد في بلغراد.

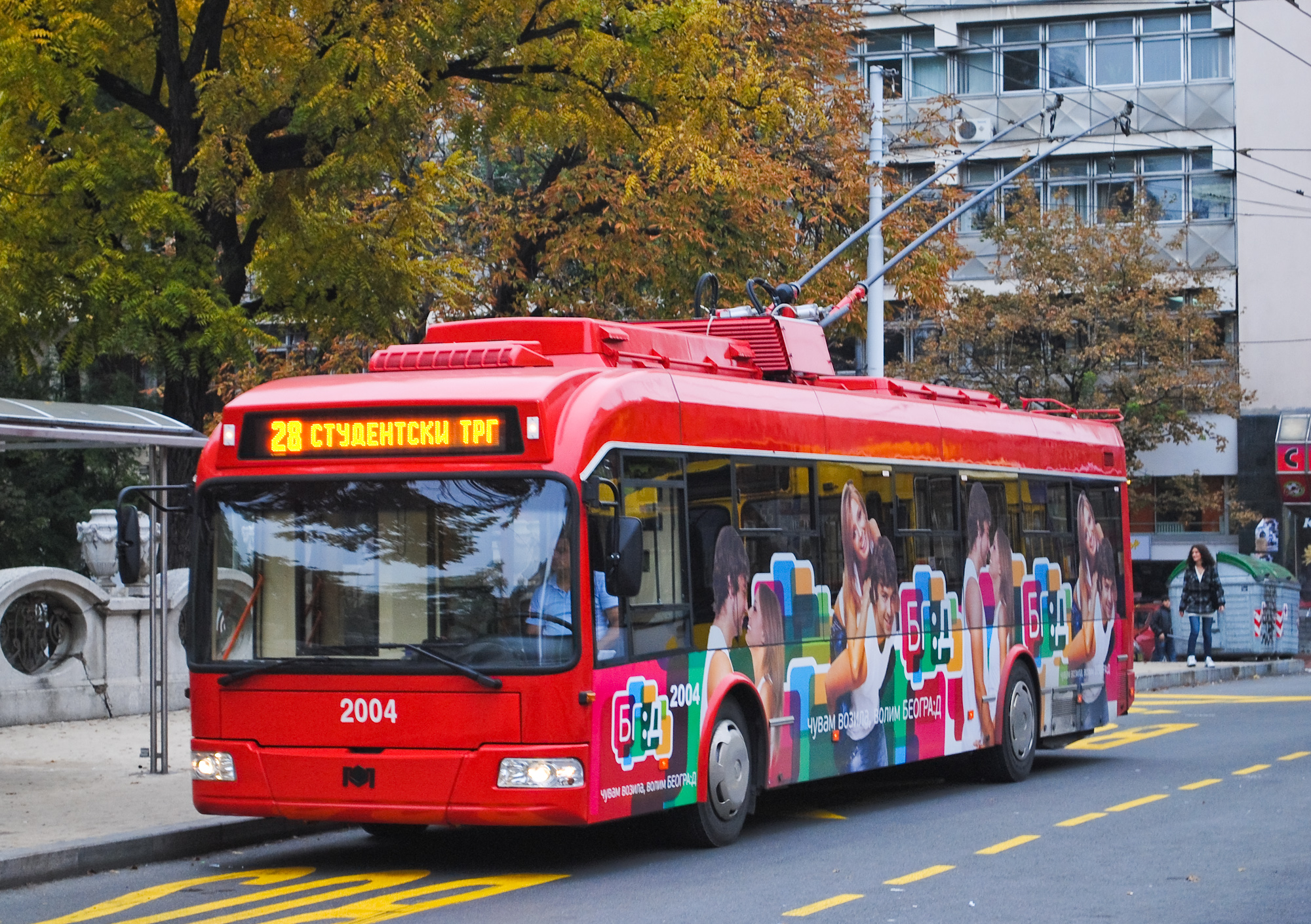
حافلة جديدة في بلغراد.

تمتلك بلغراد نظام نقل شامل وواسع قوامه الحافلات (118 خط سير في المدينة وضواحيها وأكثر من 300 خط سير منها وإليها)، والقاطرات الكهربائية (12 خطًا)، والباصات الكهربائية (8 خطوط). تتولّى «شركة النقل بالمدينة - GSP بلغراد» وشركة «سنونو بلغراد»، إدارة خطوط المواصلات سالفة الذكر، بالتعاون مع عدد من شركات النقل الخاصة. تمتلك بلغراد أيضًا شبكة سكك حديدية إقليمية، التي تتولى شركة بيوڤوز (بالصربية: Beovoz)، المملوكة حاليًا من قبل حكومة المدينة، تقديم خدمة النقل للمواطنين عبرها، ومحطتها الرئيسية تصل بلغراد بغيرها من العواصم الأوروبية وبكثير من البلدات والمدن الصربية. تقع المدينة عند تقاطع ممرين من ممرات الطرقات الأوروبية المشتركة، ألا وهي الممر العاشر والممر السابع. يؤمن نظام الطرق السيّارة الموصولة بالمدينة وصولاً سهلاً وسريعًا إلى مدينتيّ نوڤي ساد وبودابست في الشمال، ومدينة نيش في الجنوب، وزغرب في الغرب. تتصل بلغراد بسبعة جسور عابرة لنهريّ الساڤا والدانوب، لعلّ أبرزها جسرا برانكو والغزال، وكلاهما يربطان وسط المدينة ببلغراد الجديدة. تُشكل زحمة السير مشكلة كبرى في بلغراد، خصوصًا بعدما اتسعت حدود المدينة وازداد عدد سكانها، الأمر الذي نجم عنه ارتفاع عدد السيارات؛ ويُخطط المسؤولين لإنشاء طريق جانبي يصل قسما الطريق الأوروبي السريع المارين بصربيا: E70 و E75، ببعضهما البعض في سبيل القضاء على مشكلة الازدحام. بالإضافة إلى ذلك، قام هؤلاء بإنشاء طريق شبه دائري، شملت جسرًا معلقًا جديدًا هو جسر آداه، عبر نهر الساڤا في سبيل تسهيل حركة الدخول والخروج من وإلى المدينة، ولتخفيف الضغط على جسريّ برانكو والغزال.

### النقل النهري والجوي

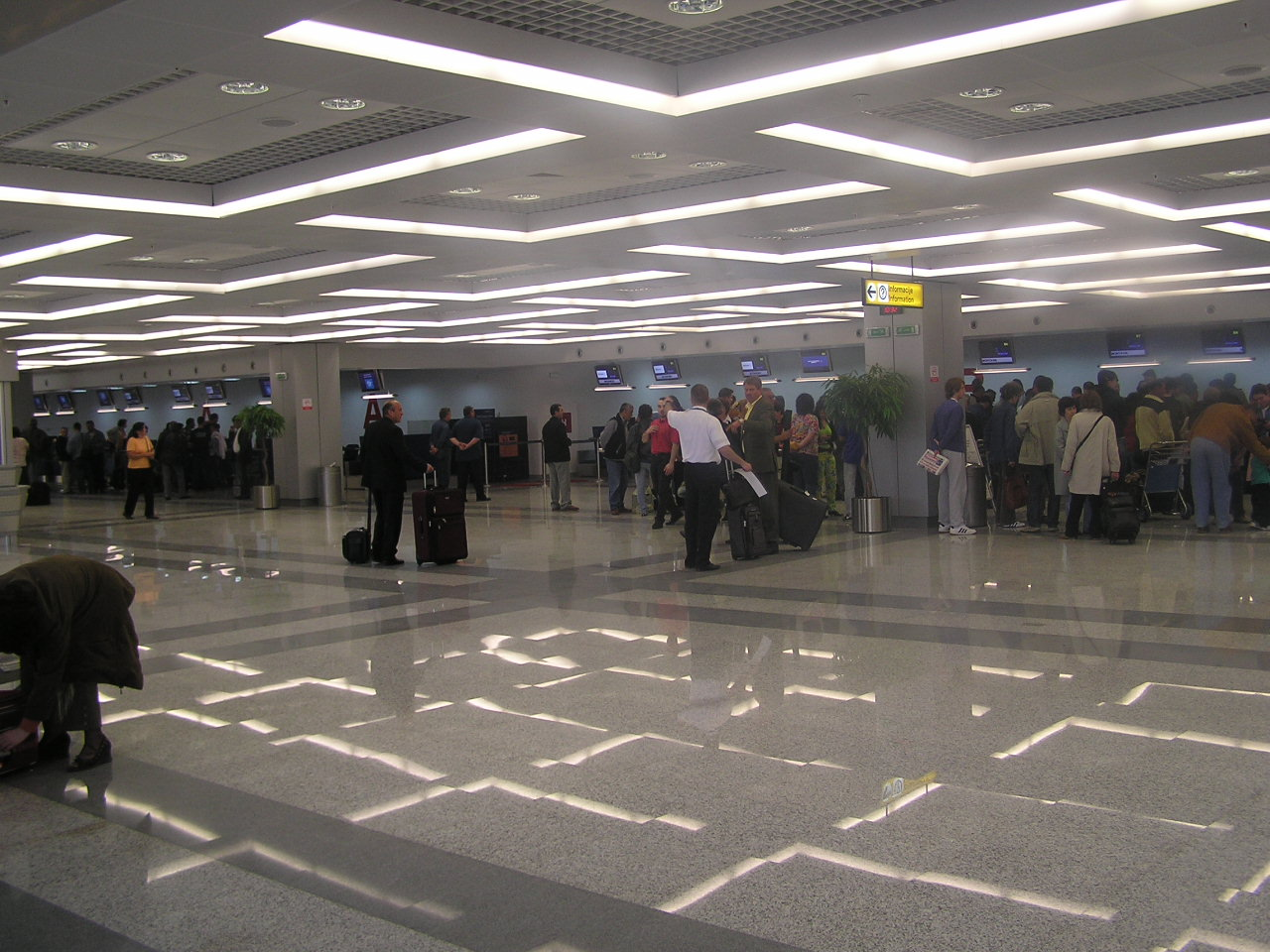
داخل مطار بلغراد نقولا تيسلا.

يقع مرفأ بلغراد على نهر الدانوب، وهو منفذها المائي الرئيسي، الذي تستورد البضائع وتصدّرها عبره. أما مطار المدينة الأساسي فهو «مطار بلغراد نيكولا تيسلا» (بالصربية: Aerodrom Beograd - Nikola Tesla؛ رمز: BEG)، الواقع على بعد 12 كيلومترًا غربي وسط المدينة. وقد كان هذا المطار يستقبل في ذروة نشاطته، سنة 1986م، حوالي 3 ملايين مسافر، إلا أن هذا الرقم تراجع بشكل فظيع خلال عقد التسيعنيات من القرن العشرين بفعل الأحداث العسكرية التي شهدتها البلاد، ثم عاد ليرتفع مجددًا في سنة 2000م، واستمر على هذا المنوال حتى وصل عدد المسافرين سنة 2004م و2005م إلى مليونيّ مسافر، وفي سنة 2008م تخطى هذا الرقم، حيث وصل عدد المسافرين إلى 2,6 ملايين مسافر.

### السكك الحديدية

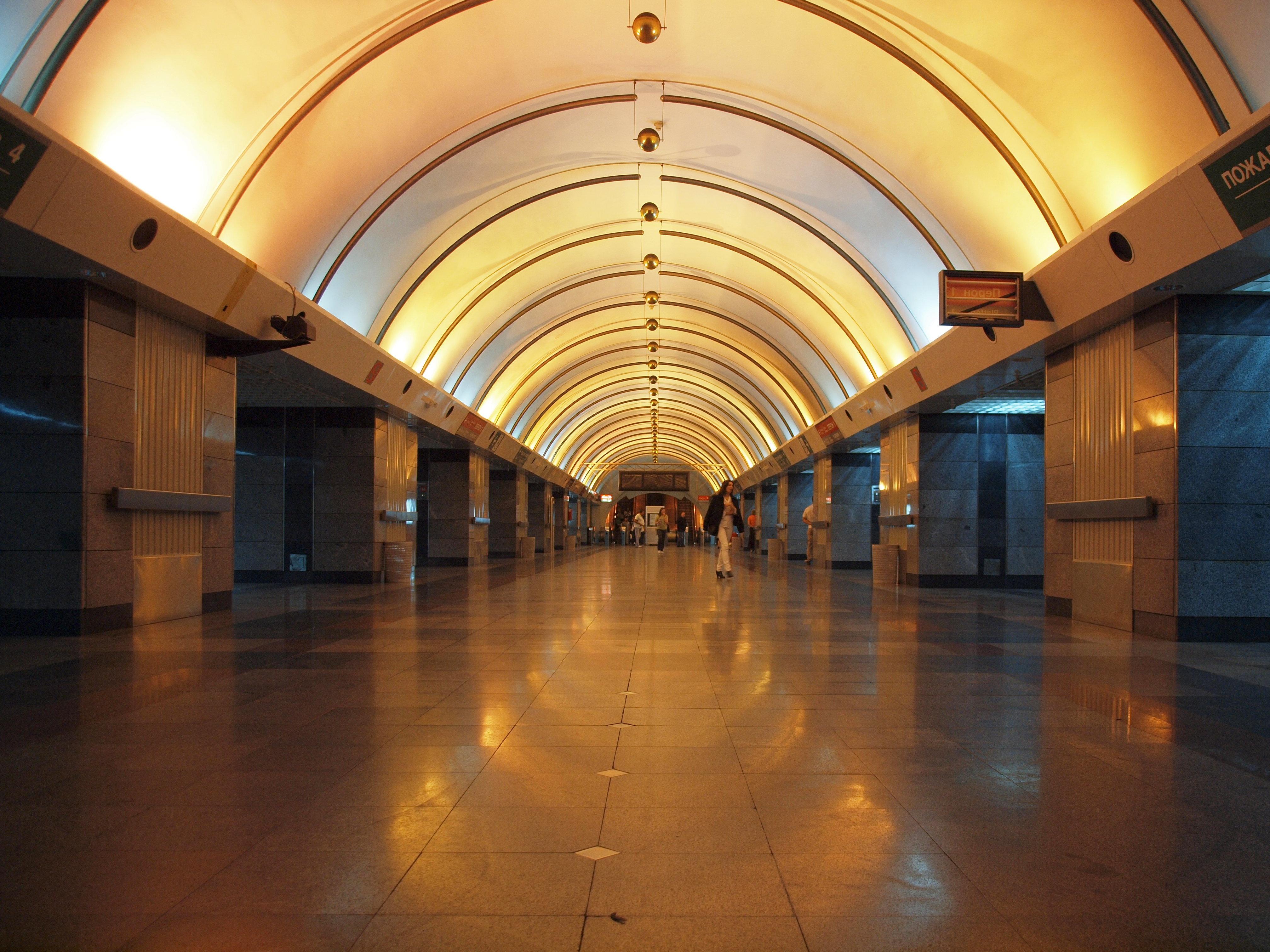
محطة قطارات بيوڤوز التحتأرضية.

تقوم شركة بيوڤوز، المملوكة من قبل مصلحة السكك الحديدية الصربية، تقوم بإدارة شبكة السكة الحديدية الإقليمية التي تؤمن خدمة النقل العام للناس، وهي بهذا تقوم بمهمة شبيهة بمهمة الشبكة الإقليمية للقطارات السريعة في باريس (بالفرنسية: Réseau Express Régional)، وشركة «انطلق للنقل» (بالإنگليزية: GO Transit) في تورونتو. يُستخدم نظام السكك الحديدية في بلغراد حاليًا لوصل وسط المدينة بضواحيها، كذلك فإن هذا النظام يصل الضواحي بالمدن والبلدات الواقعة شمال وجنوب وغرب المدينة. ابتدأ تشغيل هذا النظام في سنة 1992م، وهو حاليًا يضم 5 خطوط سير و 41 محطة موزعة على منطقتين.
كانت بلغراد إحدى آخر العواصم الأوروبية الكبرى، والمدن التي يفوق عدد سكانها مليون نسمة، التي لا تمتلك نظامًا للنقل السريع من قطارات أنفاق وغيرها من وسائل النقل فائقة السرعة. وقد حاولت السلطات المختصة إنشاء هكذا نظام مرتين متتاليتين، لكن الأعمال كانت تتوقف في كل مرة بعد فترة من بدئها، حتى تم إنشاء نظام قطارات أنفاق بلغراد في نهاية المطاف. يُعتبر هذا النظام ثالث أهم مشاريع البلاد بعد تلك التي تناولت تنظيم الطرق والسكك الحديدية.

## الشراكات مع مدن أخرى

### المدن المتوأمة
يصل عدد المدن المتوأمة توأمةً رسميةً مع بلغراد إلى سبعة مدن، هي:
| البلد            | المدينة   | سنة التوأمة |
| ---------------- | --------- | ----------- |
| اليونان          | كورفو     | 2010        |
| المملكة المتحدة  | كوڤنتري   | 1957        |
| الولايات المتحدة | شيكاغو    | 2005        |
| باكستان          | لاهور     | 2007        |
| سلوفينيا         | ليوبليانا | 2010        |
| إسرائيل          | تل أبيب   | 1990        |
| النمسا           | ڤيينا     | 2003        |

### اتفاقيات صداقة وتعاون
عقدت بلغراد عدد من اتفاقيات التعاون والتنسيق المشترك مع بضعة مدن حول العالم، هي:
| البلد           | المدينة    | التاريخ      | شكل الاتفاقية                                                     |
| --------------- | ---------- | ------------ | ----------------------------------------------------------------- |
| اليونان         | أثينا      | 1966         | اتفاقية صداقة وتعاون.                                             |
| البوسنة والهرسك | بانيا لوكا | 2005         | اتفاقية تعاون                                                     |
| الصين           | بكين       | 1980         | اتفاقية تعاون                                                     |
| ألمانيا         | برلين      | 1978         | اتفاقية صداقة وتعاون                                              |
| ألمانيا         | دوسلدورف   | 2004         | اتفاقية تعاون                                                     |
| أوكرانيا        | كييڤ       | 2002         | اتفاقية تعاون                                                     |
| إسبانيا         | مدريد      | 2001         | اتفاقية تعاون                                                     |
| إيطاليا         | ميلانو     | 2000         | توقيع مذكرة اتفاق تفاهمية دبلوماسية، برنامج تبادلي بين المدينتين. |
| روسيا           | موسكو      | 2002         | اتفاقية تعاون                                                     |
| إيطاليا         | روما       | 1971         | اتفاقية صداقة وتعاون                                              |
| الصين           | شينزين     | 2009         | اتفاقية تعاون                                                     |
| مقدونيا         | سكوپيه     | يونيون، 2006 | اتفاقية تعاون                                                     |

### المراتب الشرفيّة
حصدت بلغراد عدد من المراتب الشرفية المحليّة والعالمية، بما فيها: وسام جوقة الشرف الفرنسي، الذي حصلت عليه بتاريخ 21 ديسمبر سنة 1920م، لتكون بذلك إحدى أربع مدن غير فرنسية تحوزه، إلى جانب لييج، لوكسمبورغ، وڤولگوگراد. كذلك حصلت المدينة على صليب الحرب التشيكوسلوڤاكي بتاريخ 5 أكتوبر سنة 1925م، وعلى نجم كاراجورجي المسيّف اليوغوسلاڤي في 18 مايو سنة 1939م، وعلى وسام البطل القومي اليوغوسلاڤي الاشتراكي في 20 أكتوبر سنة 1974م بمناسبة مرور 30 سنة على الإطاحة بالحكم النازي. يُلاحظ أن جميع الأوسمة والمراتب الشرفية سالفة الذكر حصلت عليها المدينة لأعمال بطولية قام بها أبنائها خلال الحربين العالميتين، غير أن هذا ليس السبب الوحيد الذي جعل بلغراد تحوز مزيدًا من الألقاب، ففي عام 2006م، أطلقت مجلة «الأزمان المالية» (بالإنگليزية: Financial Times) لقب «مدينة أوروبا الجنوبية المستقبلية» على بلغراد بسبب نموّها المطّرد، وفي عام 2008م، نشرت شبكة وجمعية دراسة العولمة ومدن العالم (بالإنگليزية: Globalization and World Cities Study Group and Network؛ اختصارًا: GaWC) المتمركزة في معهد الدراسات الجغرافية في جامعة لافبرو بالمملكة المتحدة، نشرت قائمة المدن الرائدة في العالم في مجال الاكتفاء الذاتي، ووزعتها على خمسة فئات، وقد حلّت بلغراد في الفئة الرابعة، أي مع مجموعة المدن ذات الاكتفاء الذاتي المرتفع.

## الأعلام

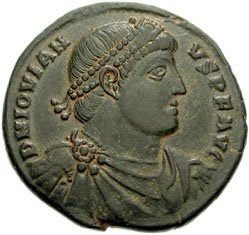
الإمبراطور جوڤيان.

- فلاڤيوس جوڤيانوس أغسطس، المعروف باسم الإمبراطور جوڤيان، إمبراطور الإمبراطورية الرومانية من 27 يونيو سنة 363م، وحتى 17 فبراير سنة 364م، وُلد في المدينة سنة 332م، يشتهر بإعادته للمسيحية دينًا رسميًا للإمبراطورية بعد أن كان سلفه قد ردها إلى الوثنية.
- أتيلا الهوني، اتخذ المدينة قاعدة للوثوب على باقي شبه جزيرة البلقان ما بين عاميّ 441م و443م، أي قبل نحو عقد من وفاته. يُعتقد أنه مدفون على بعد 70 كيلومترًا من شمال بلغراد.
- أسطفان دراغوتين، أول ملك صربي على المدينة، جعلها عاصمة مملكة سرميا بحلول عام 1284م.
- أسطفان لازاريڤيتش، أمير مطلق جعل من المدينة عاصمة لإمارته في سنة 1404م.
- جوزيف بروز تيتو، رئيس يوغوسلاڤيا سابقًا، وأحد مؤسسي حركة عدم الانحياز.
- سلوبودان ميلوسيڤيتش، أحد آخر رؤساء يوغوسلاڤيا، اتهم بارتكابه جرائم ضد الإنسانية خلال الحرب مع حلف شمال الأطلسي عام 1999م، واعتقل وسُجن فيما بعد، وعُثر عليه ميتًا في زنزانته في وقت لاحق.
- ميلوتين ميلانكوڤيتش، عالم في فيزياء الأرض ومهندس مدني، يشتهر بابتكاره نظرية العصور الجليدية، والتي تٌفسّر العلاقة بين التغيّر المناخي طويل الأمد والتغيّر الدوري في مدار الأرض، ما أصبح يُعرف اليوم بدورات ميلانكوڤيتش.
- إيڤو أندريتش، روائي صربي، وكاتب قصص قصيرة، حائز على جائزة نوبل في الأدب.
- أمير كوستوريتسا، منتج أفلام وموسيقي وممثل، فاز بجائزة السعفة الذهبية مرتين في مهرجان كان السينمائي.
- طوماس نيگل، فيلسوف أمريكي من أصل صربي، ومدرّس لمادة الفلسفة والقانون في جامعة نيويورك منذ سنة 1980م.
- أنكي بلال، صانع ورسّام قصص مصورة فرنسي ومخرج أفلام، ولد في بلغراد وانتقل إلى باريس في سن التاسعة.[203]
- لوران ديزيريه كابيلا، رئيس سابق للكونغو.[204]

## وصلات خارجية
- الموقع الرسمي لمدينة بلغراد.
- التنظيم السياحي في بلغراد.
- غرفة التجارة في بلغراد.
- بورصة بلغراد.
- الأطلس البيئي في بلغراد، معهد الصحة العامة في بلغراد.